# Musikjahr 2021
Liste der Musikjahre

◄◄ | ◄ | 2017 | 2018 | 2019 | 2020 | Musikjahr 2021 | 2022 | 2023 | 2024 | 2025

Weitere Ereignisse · Country-Musik
Dieser Artikel behandelt das Musikjahr 2021.
Wie das Jahr zuvor war auch 2021 im Wesentlichen von der COVID-19-Pandemie betroffen. Die für die Musikszenen und Musikindustrie wichtigen Festivals fielen wieder häufig aus und auch das Konzertjahr war von zahlreichen Verschiebungen und Absagen betroffen.
Das Comeback von ABBA nach 38 Jahren Pause zählte zu den kommerziellen Höhepunkten des Jahres. Zum Überraschungshit dank TikTok wurde der Shanty Wellerman von Nathan Evans.

## Ereignisse

### Populäre Musik
- 06. Januar: Am sogenannten Sturm auf das Kapitol in Washington 2021 sind die drei Musiker Jon Schaffer (Iced Earth/Demons & Wizards), John Maus und Ariel Pink beteiligt.
- 05. Februar: Die niederländische Rockband Golden Earring (Radar Love, Twilight Zone) beendet nach rund 60 Jahren ihre Laufbahn. Sie galt lange als eine der ältesten aktiven Rockbands der Welt.[1]
- 13. Februar: Beim bis dahin größten Freiluftkonzert seit Beginn der COVID-19-Pandemie tritt die neuseeländische Fusion-Rockband Six60 vor etwa 30.000 Menschen auf.[2]
- 20. April: Unter dem Hashtag #BrokenRecord kritisieren Paul McCartney, Kate Bush, Noel Gallagher und mehr als 150 weitere Musiker die zu geringen Einnahmen für Kunstschaffende aus dem Musikstreaming.[3]
- 27. Mai: Wegen des anhaltenden Nahost-Konflikts rufen rund 600 verschiedene Musiker in einem offenen Brief dazu auf, keine Konzerte mehr in Israel zu spielen, darunter Roger Waters, Julian Casablancas, DJ Snake und Patti Smith.[4]
- 24. August: Der auf dem Cover des Albums Nevermind von Nirvana abgelichtete Spencer Elden reicht 30 Jahre nach der Veröffentlichung des Albums eine Klage gegen die beteiligten Personen ein, u. a. wegen Verstoßes gegen Gesetze zur Kinderpornografie.[5]
- 20. September: Die britische Progressive-Rock-Band Genesis startet in Birmingham ihre The Last Domino? Tour.
- 05. Oktober: In einem über Instagram und Twitter verbreiteten Video berichtet der Münchner Musiker Gil Ofarim von antisemitischen Anfeindungen eines Mitarbeiters des Westin Hotels in Leipzig und löst damit eine landesweite gesellschaftliche Debatte aus.[6]
- 05. November: Die Veröffentlichung des neunten Studioalbums Voyage kennzeichnet das Ende der annähernd 40-jährigen Schaffenspause der schwedischen Popgruppe ABBA.[7] Es steigt in mehr als 20 Ländern auf Platz 1 der Albumcharts und erreicht in Deutschland bereits nach einer Woche Platinstatus.[8]
- 05. November: Bei einer Massenpanik während eines Konzert des US-amerikanischen Rappers Travis Scott auf dem Astroworld Festival in Houston, Texas sterben zehn Menschen.[9]
- 22. Dezember: Nach einer Verfassungsbeschwerde werden vom Bundesverfassungsgericht zwei Gerichtsurteile aufgehoben, die einer Referentin im Jahr 2017 verboten hatten, den deutschen Sänger Xavier Naidoo als Antisemiten zu bezeichnen.[10]

### Klassische Musik und Musiktheater
- 01. Januar: Das 81. Neujahrskonzert der Wiener Philharmoniker wird zum sechsten Mal von Riccardo Muti geleitet. Aufgrund der COVID-19-Pandemie findet das Konzert ohne Saalpublikum statt.[11]
- 05. März: Uraufführung der Oper Point d’orgue von Thierry Escaich (Musik) mit einem Libretto von Olivier Py im Théâtre des Champs-Élysées in Paris.
- 30. April: Uraufführung der Oper Schuberts Reise nach Atzenbrugg von Johanna Doderer (Musik) mit einem Libretto von Peter Turrini am Staatstheater am Gärtnerplatz in München.
- 21. Mai: Uraufführung der Oper Le soulier de satin von Marc-André Dalbavie (Musik) mit einem Libretto von Raphaèle Fleury im Palais Garnier der Pariser Oper.
- 05. Juni: Uraufführung der Oper Singularity von Miroslav Srnka (Musik) mit einem Libretto von Tom Holloway im Cuvilliés-Theater in München.
- 03. Juli: Uraufführung des Musicals Goethe! von Gil Mehmert (Buch), Frank Ramond (Liedtexte) und Martin Lingnau (Musik) bei den Bad Hersfelder Festspielen.
- 03. Juli: Uraufführung der Oper Innocence von Kaija Saariaho (Musik) mit einem Libretto von Sofi Oksanen (finnisches Original) und Aleksi Barrière (mehrsprachige Fassung) im Grand Théâtre de Provence im Rahmen des Festivals d’Aix-en-Provence.
- 29. Juli: Uraufführung der Filmoper Upload von Michel van der Aa (Musik und Libretto) bei den Bregenzer Festspielen.
- 14. September: Uraufführung der Oper The Time of Our Singing von Kris Defoort (Musik) mit einem Libretto von Peter van Kraaij im Brüsseler Opernhaus La Monnaie/De Munt.
- 17. September: Uraufführung der Oper Jelin von Aldo Brizzi (Musik) und einem Libretto von Bruno Masi und Aldo Brizzi im Teatro Alessandrino in Alessandria.
- 02. November: Uraufführung der Oper Les éclairs von Philippe Hersant (Musik) mit einem Libretto von Jean Echenoz in der Salle Favart der Opéra-Comique in Paris.
- 12. November: Uraufführung der Oper Iphigenia von Wayne Shorter (Musik) auf ein Libretto von Esperanza Spalding im Cutler Majestic Theatre in Boston.
- 20. November: Uraufführung der Oper Julius Caesar von Giorgio Battistelli (Musik) mit einem Libretto von Ian Burton im Teatro dell’Opera di Roma.
- 21. November: Uraufführung der Oper in vier Akten Die heilige Cäcilia von Anton Urspruch (Musik und Libretto) in der Gebläsehalle der HenrichshütteHattingen.
- 28. November: Uraufführung des Musicals Ku’damm 56 – Das Musical von Annette Hess und den Komponisten und Textern Peter Plate und Ulf Leo Sommer im Berliner Theater des Westens.
- 28. November: Uraufführung der Oper Sleepless von Péter Eötvös (Musik) mit einem Libretto von Mari Mezei in der Staatsoper Unter den Linden in Berlin.

### Film und Fernsehen
- 09. März: Der deutschsprachige Privatsender RTL gibt bekannt, die Zusammenarbeit mit Dieter Bohlen an der Castingshow Deutschland sucht den Superstar nach 18 gemeinsamen Jahren zu beenden.[12]
- 25. November: Der erste Teil des 468 Minuten langen Dokumentarfilms The Beatles: Get Back von Peter Jackson erscheint. Die zwei weiteren Teile werden an den beiden darauffolgenden Tagen veröffentlicht.[13]
- Fly – deutscher Tanzfilm der Regisseurin Katja von Garnier

## Musikcharts

### Deutschland
| Singles                                                                  | Position | Alben                                                                     |
| ------------------------------------------------------------------------ | -------- | ------------------------------------------------------------------------- |
|                                                                          |          |                                                                           |
| Wellerman Nathan Evans                                                   | 1        | Voyage ABBA                                                               |
| Bad Habits Ed Sheeran                                                    | 2        | Rausch Helene Fischer                                                     |
| The Business Tiësto                                                      | 3        | Power Up AC/DC                                                            |
| Friday (Dopamine Re-Edit) Riton & Nightcrawlers feat. Mufasa and Hypeman | 4        | Dunkel Die Ärzte                                                          |
| Save Your Tears The Weeknd                                               | 5        | Wenn die Kälte kommt Santiano                                             |
| Stay The Kid Laroi & Justin Bieber                                       | 6        | Senjutsu Iron Maiden                                                      |
| Love Tonight Shouse                                                      | 7        | 30 Adele                                                                  |
| Your Love (9PM) ATB, Topic & A7S                                         | 8        | Die Helene Fischer Show – Meine schönsten Momente (Vol. 1) Helene Fischer |
| Blinding Lights The Weeknd                                               | 9        | Udopium – Das Beste Udo Lindenberg                                        |
| Good 4 U Olivia Rodrigo                                                  | 10       | Aus dem Licht in den Schatten zurück Kontra K                             |

- Mit über 200.000 verkauften Einheiten in der ersten Woche legte das Album Voyage der wiedervereinigten ABBA den erfolgreichsten Album-Start seit Anfang 2019 sowie den erfolgreichsten Start eines internationalen Acts seit 2015 hin. Darüber hinaus verkaufte sich Voyage in der Debütwoche besser als der Rest der Top 100 zusammen.[14]

Die längsten Nummer-eins-Singles
Lieder, die die meiste Zeit während eines anderen Jahres auf Platz 1 der Charts verbrachten, werden hier nicht aufgeführt.
1. Nathan Evans – Wellerman (10 Wochen)
2. Kasimir1441 feat. Badmómzjay & Wildbwoys – Ohne Dich; Ed Sheeran – Bad Habits (jeweils 4 Wochen)

Alle weiteren Lieder waren entweder eine oder zwei Wochen auf Platz 1 gelistet.
Die längsten Nummer-eins-Alben
Alben, die die meiste Zeit während eines anderen Jahres auf Platz 1 der Charts verbrachten, werden hier nicht aufgeführt.
1. ABBA – Voyage (3 Wochen)

Alle weiteren Alben waren entweder eine oder zwei Wochen auf Platz 1 gelistet.
Alle Nummer-eins-Hits und die Hits des Jahres

### Österreich
| Singles                                                                  | Position | Alben                                                  |
| ------------------------------------------------------------------------ | -------- | ------------------------------------------------------ |
|                                                                          |          |                                                        |
| Wellerman Nathan Evans                                                   | 1        | Voyage ABBA                                            |
| Bad Habits Ed Sheeran                                                    | 2        | Zukunft RAF Camora                                     |
| Stay The Kid Laroi & Justin Bieber                                       | 3        | Rausch Helene Fischer                                  |
| Good 4 U Olivia Rodrigo                                                  | 4        | 30 Adele                                               |
| Beggin’ Måneskin                                                         | 5        | Sour Olivia Rodrigo                                    |
| Save Your Tears The Weeknd                                               | 6        | = Ed Sheeran                                           |
| Friday (Dopamine Re-Edit) Riton & Nightcrawlers feat. Mufasa and Hypeman | 7        | Happier Than Ever Billie Eilish                        |
| Love Tonight Shouse                                                      | 8        | Christmas Michael Bublé                                |
| Montero (Call Me by Your Name) Lil Nas X                                 | 9        | Unerhört solide Pizzera & Jaus                         |
| Heat Waves Glass Animals                                                 | 10       | When We All Fall Asleep, Where Do We Go? Billie Eilish |

Die längsten Nummer-eins-Singles
Lieder, die die meiste Zeit während eines anderen Jahres auf Platz 1 der Charts verbrachten, werden hier nicht aufgeführt.
1. Nathan Evans – Wellerman (11 Wochen)
2. The Kid Laroi & Justin Bieber – Stay (7 Wochen)
3. Olivia Rodrigo – Good 4 U; Måneskin – Beggin’ (jeweils 4 Wochen)

Die längsten Nummer-eins-Alben
Alben, die die meiste Zeit während eines anderen Jahres auf Platz 1 der Charts verbrachten, werden hier nicht aufgeführt.
1. RAF Camora – Zukunft; ABBA – Voyage; Billie Eilish – Happier Than Ever (jeweils 3 Wochen)

Alle weiteren Alben waren entweder eine oder zwei Wochen auf Platz 1 gelistet.
Alle Nummer-eins-Hits und die Hits des Jahres

### Schweiz
| Singles                                                                  | Position | Alben                                                                           |
| ------------------------------------------------------------------------ | -------- | ------------------------------------------------------------------------------- |
|                                                                          |          |                                                                                 |
| Wellerman Nathan Evans                                                   | 1        | Voyage ABBA                                                                     |
| Jerusalema (Remix) Master KG feat. Burna Boy & Nomcebo Zikode            | 2        | 30 Adele                                                                        |
| Save Your Tears The Weeknd                                               | 3        | Rausch Helene Fischer                                                           |
| Bad Habits Ed Sheeran                                                    | 4        | = Ed Sheeran                                                                    |
| Montero (Call Me by Your Name) Lil Nas X                                 | 5        | Power Up AC/DC                                                                  |
| Friday (Dopamine Re-Edit) Riton & Nightcrawlers feat. Mufasa and Hypeman | 6        | Sing meinen Song – Das Schweizer Tauschkonzert, Vol. 2 Verschiedene Interpreten |
| The Business Tiësto                                                      | 7        | Senjutsu Iron Maiden                                                            |
| Love Tonight Shouse                                                      | 8        | Happier Than Ever Billie Eilish                                                 |
| Heat Waves Glass Animals                                                 | 9        | Gold – Das Jubiläumsalbum mit allen Hits und neuen Liedern Heimweh              |
| Blinding Lights The Weeknd                                               | 10       | Mai Kunz                                                                        |

- All I Want for Christmas Is You von Mariah Carey war im dritten Jahr in Folge sowohl zu Beginn des Jahres auf Platz 1 der Singlecharts als auch am Ende.

Die längsten Nummer-eins-Singles
Lieder, die die meiste Zeit während eines anderen Jahres auf Platz 1 der Charts verbrachten, werden hier nicht aufgeführt.
1. Nathan Evans – Wellerman (13 Wochen)
2. Ed Sheeran – Bad Habits (9 Wochen)
3. Master KG feat. Burna Boy & Nomcebo Zikode – Jerusalema (Remix) (8 Wochen)

Die längsten Nummer-eins-Alben
Alben, die die meiste Zeit während eines anderen Jahres auf Platz 1 der Charts verbrachten, werden hier nicht aufgeführt.
1. Adele – 30 (4 Wochen)
2. Billie Eilish – Happier Than Ever (3 Wochen)

Alle weiteren Alben waren entweder eine oder zwei Wochen auf Platz 1 gelistet.
Alle Nummer-eins-Hits und die Hits des Jahres

### Vereinigtes Königreich
| Singles                                  | Position | Alben                                 |
| ---------------------------------------- | -------- | ------------------------------------- |
|                                          |          |                                       |
| Bad Habits Ed Sheeran                    | 1        | 30 Adele                              |
| Good 4 U Olivia Rodrigo                  | 2        | = Ed Sheeran                          |
| Drivers License Olivia Rodrigo           | 3        | Voyage ABBA                           |
| Save Your Tears The Weeknd               | 4        | Sour Olivia Rodrigo                   |
| Montero (Call Me by Your Name) Lil Nas X | 5        | Greatest Hits Queen                   |
| Levitating Dua Lipa                      | 6        | Future Nostalgia Dua Lipa             |
| Stay The Kid Laroi & Justin Bieber       | 7        | ÷ Ed Sheeran                          |
| Heat Waves Glass Animals                 | 8        | Diamonds Elton John                   |
| Blinding Lights The Weeknd               | 9        | 50 Years – Don’t Stop Fleetwood Mac   |
| Body Tion Wayne & Russ Millions          | 10       | We’re All Alone in This Together Dave |

- Mit seinem Studioalbum Surrounded by Time wurde der 80-jährige Sänger Tom Jones zum ältesten Künstler, der den ersten Platz der britischen Albumcharts erreichen konnte.

Die längsten Nummer-eins-Singles
Lieder, die die meiste Zeit während eines anderen Jahres auf Platz 1 der Charts verbrachten, werden hier nicht aufgeführt.
1. Ed Sheeran – Bad Habits (11 Wochen)
2. Olivia Rodrigo – Drivers License (9 Wochen)
3. Adele – Easy on Me (7 Wochen)

Die längsten Nummer-eins-Alben
Alben, die die meiste Zeit während eines anderen Jahres auf Platz 1 der Charts verbrachten, werden hier nicht aufgeführt.
1. Adele – 30; Olivia Rodrigo – Sour (jeweils 5 Wochen)

Alle weiteren Alben waren entweder eine oder zwei Wochen auf Platz 1 gelistet.
Alle Nummer-eins-Hits und die Hits des Jahres

### Vereinigte Staaten
| Singles                                                      | Position | Alben                                           |
| ------------------------------------------------------------ | -------- | ----------------------------------------------- |
|                                                              |          |                                                 |
| Levitating Dua Lipa                                          | 1        | Dangerous: The Double Album Morgan Wallen       |
| Save Your Tears (Remix) The Weeknd & Ariana Grande           | 2        | Sour Olivia Rodrigo                             |
| Blinding Lights The Weeknd                                   | 3        | Shoot for the Stars, Aim for the Moon Pop Smoke |
| Mood 24kGoldn feat. Iann Dior                                | 4        | Evermore Taylor Swift                           |
| Good 4 U Olivia Rodrigo                                      | 5        | Certified Lover Boy Drake                       |
| Kiss Me More Doja Cat feat. SZA                              | 6        | Fuck Love The Kid Laroi                         |
| Leave the Door Open Silk Sonic (Bruno Mars & Anderson .Paak) | 7        | What You See Is What You Get Luke Combs         |
| Drivers License Olivia Rodrigo                               | 8        | Positions Ariana Grande                         |
| Montero (Call Me by Your Name) Lil Nas X                     | 9        | Future Nostalgia Dua Lipa                       |
| Peaches Justin Bieber feat. Daniel Caesar & Giveon           | 10       | My Turn Lil Baby                                |

- Am 22. November belegte erstmals in der Geschichte der Billboard Hot 100 ein Lied mit einer Länge von mehr als 10 Minuten den ersten Platz der US-amerikanischen Singlecharts. Taylor Swifts All Too Well (Taylor’s Version) brach den von Don McLean mit seinem Hit American Pie aufgestellten Rekord aus dem Jahr 1972.[15][16]

Die längsten Nummer-eins-Singles
Lieder, die die meiste Zeit während eines anderen Jahres auf Platz 1 der Charts verbrachten, werden hier nicht aufgeführt.
1. BTS – Butter (10 Wochen)
2. Olivia Rodrigo – Drivers License (8 Wochen)
3. Adele – Easy on Me; The Kid Laroi & Justin Bieber – Stay (jeweils 7 Wochen)

Die längsten Nummer-eins-Alben
Alben, die die meiste Zeit während eines anderen Jahres auf Platz 1 der Charts verbrachten, werden hier nicht aufgeführt.
1. Morgan Wallen – Dangerous: The Double Album (10 Wochen)
2. Adele – 30; Olivia Rodrigo – Sour; Drake – Certified Lover Boy (jeweils 5 Wochen)
3. Billie Eilish – Happier Than Ever (3 Wochen)

Alle Nummer-eins-Hits und die Hits des Jahres

### Charts in weiteren Ländern
Siehe auch: Nummer-eins-Hits 2021 in  Australien, Belgien, Brasilien, Bulgarien, Dänemark, Deutschland, Finnland, Frankreich, Griechenland, Indien, Irland, Italien, Japan, Kanada, Kolumbien, Kroatien, Malaysia, Mexiko, Neuseeland, den Niederlanden, Norwegen, Österreich, Polen, Portugal, Schweden, der Schweiz, Singapur, Slowakei, Spanien, Südafrika, Südkorea, Tschechien, Ungarn, den Vereinigten Staaten und im Vereinigten Königreich.

## Musikpreise und Ehrungen

### Billboard Music Awards
- Bester Künstler: The Weeknd
- Beste Künstlerin: Taylor Swift
- Beste Musikgruppe: BTS
- Bestes Album: Shoot for the Stars, Aim for the Moon von Pop Smoke
- Bestes Lied: Blinding Lights von The Weeknd

Vollständige Liste der Preisträger

### BRIT Awards
- Künstler des Jahres: The Weeknd
- Künstlerin des Jahres: Billie Eilish
- Britischer Künstler des Jahres: J Hus
- Britische Künstlerin des Jahres: Dua Lipa
- Britische Single des Jahres: Watermelon Sugar von Harry Styles
- Britisches Album des Jahres: Future Nostalgia von Dua Lipa

Vollständige Liste der Preisträger

### Grammy Awards
- Single des Jahres: Everything I Wanted von Billie Eilish
- Album des Jahres: Folklore von Taylor Swift
- Song des Jahres: I Can’t Breathe von H.E.R.
- Bester neuer Künstler: Megan Thee Stallion

Vollständige Liste der Preisträger

### International Opera Awards
- Sänger: Javier Camarena
- Sängerin: Lise Davidsen
- Dirigent: Kirill Petrenko
- Chor: Metropolitan Opera
- Orchester: Bayerische Staatsoper
- Regie: Robert Carsen

Vollständige Liste der Preisträger

### Juno Awards
- Artist of the Year: The Weeknd
- Group of the Year: Arkells
- Breakthrough Artist of the Year: JP Saxe
- Juno Fan Choice Award: Shawn Mendes
- Album of the Year: The Weeknd – After Hours
- Single of the Year: The Weeknd – Blinding Lights

Vollständige Liste der Preisträger

### MTV Europe Music Awards
- Bester Pop-Act: BTS
- Bester Rock-Act: Måneskin
- Bester Alternative-Act: Yungblud
- Bester Electronic-Act: David Guetta
- Bester Hip-Hop-Act:Nicki Minaj
- Bester Künstler: Ed Sheeran
- Bester Newcomer: Saweetie
- Bester Song: Ed Sheeran – Bad Habits
- Bestes Video: Lil Nas X – Montero (Call Me by Your Name)

Vollständige Liste der Preisträger

### MTV Video Music Awards
- Video of the Year: Lil Nas X – Montero (Call Me by Your Name)
- Artist of the Year: Justin Bieber
- Best New Artist: Olivia Rodrigo
- Best Pop Video: Justin Bieber (featuring Daniel Caesar and Giveon) – Peaches
- Best Rock Video: John Mayer – Last Train Home
- Best Hip-Hop Video: Travis Scott (featuring Young Thug and M.I.A.) – Franchise

Vollständige Liste der Preisträger

### Preis der deutschen Schallplattenkritik
- Anna Lucia Richter, Bamberger Symphoniker, Jakub Hrůša: Gustav Mahler: Symphonie Nr. 4 G-Dur.
- Florian Uhlig: Robert Schumann: Sämtliche Werke für Klavier Solo. Florian Uhlig. Vol.1-14, 2010 bis 2019. Vol. 15
- Georg Nigl & Olga Pashchenko: »Vanitas« – Lieder von Franz Schubert, Ludwig van Beethoven und Wolfgang Rihm.
- Christophe Bertrand: »Vertigo«. Sämtliche Instrumentalwerke. Zafraan Ensemble, KNM Berlin, WDR Sinfonieorchester, GrauSchumacher Piano Duo u.a., Premil Petrović, Victor Aviat, Brad Lubman, Peter Rundel, Baldur Brönnimann, Emilio Pomàrico.
- Yola: Stand for Myself
- Sebastian Krämer: Liebeslieder an deine Tante
- Chris Eckman: Where the Spirit Rests
- Kelly Lee Owens: Inner Song
- Angel Bat Dawid & Tha Brothahood: Live
- Saša Stanišić: Hey, hey, hey, Taxi!

### Rock-and-Roll-Hall-of-Fame-Aufnahmen
- Foo Fighters
- The Go-Go’s
- Jay-Z
- Carole King
- Todd Rundgren
- Tina Turner

### Weitere Musikpreise
- Golden Globe – Beste Filmmusik: Jon Batiste, Atticus Ross, Trent Reznor – Soul / Bester Filmsong: Io sì aus Du hast das Leben vor dir – Text: Niccolò Agliardi, Laura Pausini, Musik: Diane Warren
- Oscarverleihung – Beste Filmmusik: Jon Batiste, Atticus Ross, Trent Reznor – Soul / Bester Filmsong: Fight for You aus Judas and the Black Messiah – Musik: H.E.R. und D’Mile, Text: H.E.R. und Tiara Thomas
- Deutscher Jazzpreis 2021 Lebenswerk: Karsten Jahnke; Liste aller Preisträger
- Polar Music Prize: nicht vergeben

### Musikwettbewerbe und Castingshows
Eurovision Song Contest
1. Måneskin: Zitti e buoni
2. Barbara Pravi: Voilà
3. Gjon’s Tears: Tout l’univers
4. Daði og Gagnamagnið: 10 Years
5. Go A: SHUM

- Free European Song Contest 2021:  Rea Garvey mit dem Lied The One
- The Masked Singer: Sasha (Staffel 4) / Alexander Klaws (Staffel 5)
- Sanremo-Festival 2021:  Måneskin mit dem Lied Zitti e buoni

Castingshows
- Deutschland sucht den Superstar: Jan-Marten Block (Staffel 18)
- The Voice of Germany/Staffel 11: Sebastian Krenz
- The Voice Kids: Egon Werler (Coach: Stefanie Kloß) (Staffel 9)

## Musikfestivals und -tourneen
Auf Grund der COVID-19-Pandemie fanden im deutschsprachigen Raum bis in den Spätsommer 2021 kaum Festivals statt. Die meisten größeren mehrtägigen Festivals, wie das Wacken Open Air, Rock am Ring und Rock im Park, wurden wegen der weiterhin unsicheren Infektionslage für dieses Jahr abgesagt. Popularität erfuhren hingegen, insbesondere ab der zweiten Jahreshälfte, sogenannte Hybridveranstaltungen, die Auftritte und Ereignisse für Zuschauer außerhalb des Events per Livestream übertrugen, während der analoge Konzertbesuch (unter Berücksichtigung der 3G-Regel oder deren Abwandlungen) gleichermaßen möglich war.
- 6.–7. August: Rocken am Brocken, Elend bei Sorge[17]
- 19.–22. August: About You Pangea, Ribnitz-Damgarten bei Rostock (Corona-Modellprojekt mit bis zu 15.000 Personen)[18]
- 25.–28. August: Pop-Kultur Festival, Berlin[19]
- 3.–5. September: Maifeld Derby, Mannheim[20]
- 22.–25. September: Reeperbahn Festival, Hamburg-St. Pauli[21]
- 5.–6. November: Rolling Stone Beach, Weißenhäuser Strand bei Wangels[22]

## Jahresbestenlisten

### Classic Rock(deutsche Ausgabe)
| Alben |
| --- |
| 1. Neil Young – Barn 2. Black Label Society – Doom Crew Inc. 3. Blackberry Smoke – You Hear Georgia 4. Israel Nash – Topaz 5. Mastodon – Hushed and Grim 6. Iron Maiden – Senjutsu 7. Steven Wilson – The Future Bites 8. Cheap Trick – In Another World 9. Kadavar & Elder – Eldovar – A Story of Darkness and Light 10. The Darkness – Motorheart |

### Laut.de
| Songs | Alben |
| --- | --- |
| 1. Danger Dan – Das ist alles von der Kunstfreiheit gedeckt 2. Little Simz – Introvert 3. International Music – Raus ausm Zoo 4. Taylor Swift – All Too Well (10 Minute Version) 5. Turnstile – Holiday 6. Tomahawk – Business Casual 7. James Blake – Say What You Will 8. Gojira – The Chant 9. Lingua Ignota – Pennsylvania Furnace 10. Haftbefehl – Offen/Geschlossen | 1. Little Simz – Sometimes I Might Be Introvert 2. International Music – Ententraum 3. Kanye West – Donda 4. Turnstile – Glow On 5. Danger Dan – Das ist alles von der Kunstfreiheit gedeckt 6. Parcels – Day/Night 7. Idles – Crawler 8. Arlo Parks – Collapsed in Sunbeams 9. Slowthai – Tyron 10. Royal Blood – Typhoons |

### Metal Hammer
| Alben | Soundcheck-Tops |
| --- | --- |
| 1. Helloween – Helloween 2. Iron Maiden – Senjutsu 3. Soen – Imperial 4. Gojira – Fortitude 5. Mastodon – Hushed and Grim 6. Empyrium – Über den Sternen 7. Trivium – In the Court of the Dragon 8. At the Gates – The Nightmare of Being 9. Powerwolf – Call of the Wild 10. The Night Flight Orchestra – Aeromantic II | 01. Gojira – Fortitude (ø = 5,35) 00. Soen – Imperial 03. Mastodon – Hushed and Grim (ø = 5,27) 04. Helloween – Helloween (ø = 5,19) 05. Silver Lake by Esa Holopainen – Silver Lake by Esa Holopainen (ø = 5,15) 00. Tribulation – Where the Gloom Becomes Sound (ø = 5,08) 07. At the Gates – The Nightmare of Being (ø = 5,04) 00. Evergrey – Escape of the Phoenix 09. Trivium – In the Court of the Dragon 10. Flotsam and Jetsam – Blood in the Water |

### Musikexpress
| Songs | Alben |
| --- | --- |
| 1. Danger Dan – Das ist alles von der Kunstfreiheit gedeckt 2. Lorde – Solar Power 3. Olivia Rodrigo – Good 4 U 4. Japanese Breakfast – Be Sweet 5. Lil Nas X – Montero (Call Me by Your Name) 6. Sharon Van Etten & Angel Olsen – Like I Used To 7. Nick Cave & Warren Ellis – White Elephant 8. Arlo Parks – Hope 9. Black Midi – John L 10. Tirzah – Send Me | 1. Little Simz – Sometimes I Might Be Introvert 2. International Music – Ententraum 3. Japanese Breakfast – Jubilee 4. Sault – 9 5. Isolation Berlin – Geheimnis 6. Billie Eilish – Happier Than Ever 7. St. Vincent – Daddy’s Home 8. Low – Hey What 9. Lana Del Rey – Chemtrails over the Country Club 10. Torres – Thirstier |

### Rolling Stone (deutsche Ausgabe)
| Alben |
| --- |
| 1. Nick Cave & Warren Ellis – Carnage 2. St. Vincent – Daddy’s Home 3. Little Simz – Sometimes I Might Be Introvert 4. Damon Albarn – The Nearer the Fountain, More Pure the Stream Flows 5. The Weather Station – Ignorance 6. Villagers – Fever Dreams 7. Brandi Carlile – In These Silent Days 8. Flowerpornoes – Morgenstimmung 9. Sophia Kennedy – Monsters 10. Arlo Parks – Collapsed in Sunbeams |

### Süddeutsche Zeitung
| Songs |
| --- |
| - Tocotronic – Jugend ohne Gott gegen Faschismus - Lingua Ignota – The Order of Spiritual Virgins - Little Simz – Introvert - Olivia Rodrigo – Drivers License - Das Das – Käfig - Lil Nas X & Jack Harlow – Industry Baby - Foy Vance – It Ain’t Over - Haftbefehl, Haiyti & Milonair – Cripwalk aufm Kopf - Shirin David – Lieben wir |

### Visions
| Alben |
| --- |
| 1. Turnstile – Glow On 2. Torres – Thirstier 3. Every Time I Die – Radical 4. The Notwist – Vertigo Days 5. Idles – Crawler 6. Black Country, New Road – For the First Time 7. Mastodon – Hushed and Grim 8. Converge – Bloodmoon I 9. Emma Ruth Rundle – Engine of Hell 10. Psychedelic Porn Crumpets – Shyggo! The Sunlight Mound |

## Gedenk- und Jahrestage
- 24. Januar: 80. Geburtstag des US-amerikanischen Sängers und Songwriters Neil Diamond
- 17. Februar: 150. Todestag des deutschen Klavierbauers Heinrich Steinweg
- 21. Mai: 50. Jahrestag der Veröffentlichung des Studioalbums What’s Going On von Marvin Gaye
- 22. Juni: 50. Jahrestag der Veröffentlichung des Studioalbums Blue der kanadischen Singer-Songwriterin Joni Mitchell
- 18. Juli: 200. Geburtstag der französischen Opernsängerin Pauline Viardot-García
- 23. Juli: 10. Todestag von Amy Winehouse
- 24. Juli: 100. Geburtstag des italienischen Opernsängers Giuseppe Di Stefano
- 02. August: 100. Todestag des italienischen Opernsängers Enrico Caruso
- 20. August: 25. Todestag von Rio Reiser
- 03. September: 50. Geburtstag des deutschen Musikers Peter Fox
- 24. September: 30. Jahrestag der Veröffentlichung des Studioalbums Nevermind der US-amerikanischen Rockband Nirvana
- 24. November: 30. Todestag des britischen Rocksängers Freddie Mercury
- 24. Dezember: 150. Jahrestag der Uraufführung der Oper Aida von Giuseppe Verdi

## Gründungen
- 33RPM – deutsche Punkrock- und Ska-Punk-Band aus Nürnberg
- Anyma – Soloprojekt von Matteo Milleri, das digitale Kunst mit Melodic House und Techno verbindet
- Aorrta – Musikprojekt des Musikers Renato Matteucci aus Basel
- Be First – japanische Boygroup aus Tokio
- Billlie – südkoreanische Girlgroup der vierten K-Pop-Generation
- Defiled Serenity – finnische Melodic-Death-Metal-Band aus Loimaa
- Hand of Juno – italienische Alternative-Metal-Band
- Königlich Bayrisches Vollgas Orchester – deutsche Musikgruppe aus München
- Mamagama – aserbaidschanische Band
- Meuse Music Records – belgisches Independent-Label
- Musa Dagh – deutsche Noise-Rock-Band
- Paulinko – deutsche Pop-Band aus Düsseldorf
- Piri & Tommy – britisches Dance-Pop-Duo aus Manchester
- Pythonissam – US-amerikanische Funeral-Doom-Band
- Starboard – finnische Funeral-Doom-Band
- The Last Dinner Party – englische Indie-Rock-Band aus London
- Tri.be – südkoreanische Girlgroup
- Velveteen Queen – schwedische Rockband
- Voltwechsel – österreichische Rockband aus Graz
- Zahn – Instrumental-Musikprojekt aus Berlin

## Neuveröffentlichungen (Auswahl)

### Lieder und Kompositionen
| Lied                  | Text | Musik | Erstinterpret                                   | Label                                      | Veröffentlichung   | Genre                             | Album                            | Weitere Informationen |
| --------------------- | --- | --- | ----------------------------------------------- | ------------------------------------------ | ------------------ | --------------------------------- | -------------------------------- | --------------------- |
| Adrenalina            | Chanel Tukia, Dillard Tramar, Jimmy „Joker“ Thörnfeldt, Joy Deb, Linnea Deb, Malou Linn Eloise Ruotsalainen, Senhit Zadik Zadik, Silvertone, Suzy P, Thomas Stengaard | Chanel Tukia, Dillard Tramar, Jimmy „Joker“ Thörnfeldt, Joy Deb, Linnea Deb, Malou Linn Eloise Ruotsalainen, Senhit Zadik Zadik, Silvertone, Suzy P, Thomas Stengaard | Senhit                                          | Panini S.p.A.                              | 8. März 2021       | Pop                               |                                  |                       |
| All I Know So Far     | Alecia Moore, Benj Pasek, Justin Paul | Alecia Moore, Benj Pasek, Justin Paul | Pink                                            | RCA Records                                | 7. Mai 2021        | Pop-Rock                          | All I Know So Far: Setlist       |                       |
| Als ob du mich liebst | Ossama El Bourno, Vanessa Ferber, Joshua Harfst, Samuel Harfst, Jules Kalmbacher, Jens Schneider, Mike Singer                                                         | Ossama El Bourno, Vanessa Ferber, Joshua Harfst, Samuel Harfst, Jules Kalmbacher, Jens Schneider, Mike Singer                                                         | Vanessa Mai & Mike Singer                       |                                            | 26. November 2021  | Pop                               | Emotions • Metamorphose          |                       |
| Auf & ab              | Luca Gargallo, Oliver Groos, Tom Hengelbrock, Marco Tscheschlok, Yannick Johannknecht                                                                                 | Luca Gargallo, Oliver Groos, Tom Hengelbrock, Marco Tscheschlok, Yannick Johannknecht                                                                                 | Montez                                          | Vertigo Records                            | 30. Juli 2021      | Deutscher Hip-Hop                 | Herzinfucked                     |                       |
| Danke                 | Christian Raab, Marius Gröh | Christian Raab, Marius Gröh | Ronja Forcher                                   | Electrola                                  | 19. März 2021      | Pop                               | Meine Reise                      |                       |
| Dürfen darf man alles | Mathias Dietrich, Sebastian Krumbiegel, Tobias Künzel, Wolfgang Lenk, Henri Schmidt, Jens Sembdner, Joe Walter, Alexander Zieme                                       | Mathias Dietrich, Sebastian Krumbiegel, Tobias Künzel, Wolfgang Lenk, Henri Schmidt, Jens Sembdner, Joe Walter, Alexander Zieme                                       | Die Prinzen                                     |                                            | 29. Januar 2021    | Pop                               | Krone der Schöpfung              |                       |
| Easy on Me            | Adele, Greg Kurstin | Adele, Greg Kurstin | Adele                                           | Columbia Records                           | 15. Oktober 2021   | Pop                               | 30                               |                       |
| Ein besserer Mensch   | Daniel Faust, Peter Plate, Ulf Leo Sommer | Daniel Faust, Peter Plate, Ulf Leo Sommer | Peter Plate & Ulf Leo Sommer feat. Dennis Hupka |                                            | 10. September 2021 | Pop                               | Ku’damm 56                       |                       |
| Expresso & Tschianti  | Ricardo Bettiol, Tamara Olorga, Johannes Sumpich | Ricardo Bettiol, Tamara Olorga, Johannes Sumpich | Josh.                                           |                                            | 21. Mai 2021       | Pop                               | Teilzeitromantik                 |                       |
| Happier Than Ever     | Billie Eilish, Finneas O’Connell | Billie Eilish, Finneas O’Connell | Billie Eilish                                   | Darkroom, Interscope Records               | 28. Juli 2021      | Emo, Pop-Jazz, Pop-Punk           | Happier Than Ever                |                       |
| Higher Power          | Guy Berryman, Jonny Buckland, Denise Carite, Will Champion, Chris Martin, Max Martin, Federico Vindver                                                                | Guy Berryman, Jonny Buckland, Denise Carite, Will Champion, Chris Martin, Max Martin, Federico Vindver                                                                | Coldplay                                        | Parlophone Records                         | 6. Mai 2021        | Synthiepop                        | Music of the Spheres             |                       |
| Kann ich nicht        | Freshtorge, Brunke | Freshtorge, Brunke | Freshtorge alias Helga & Marianne               | Universal Music                            | 20. November 2021  | Comedy, Pop                       |                                  |                       |
| Keep an Eye on Dan    | Benny Andersson, Björn Ulvaeus | Benny Andersson, Björn Ulvaeus | ABBA                                            | Polar Music, Universal International       | 5. November 2021   | Pop                               |                                  |                       |
| Lass mich los         | Joschka Bender, Madeline Juno, Wieland Stahnecker | Joschka Bender, Madeline Juno, Wieland Stahnecker | Madeline Juno                                   | Embassy of Music                           | 12. Februar 2021   | Pop                               |                                  |                       |
| Schlechtes Vorbild    | Barbara Davidavičius, Samuele Frijo, Lars Hammerstein, Melvin Schmitz, Marcel Uhde                                                                                    | Barbara Davidavičius, Samuele Frijo, Lars Hammerstein, Melvin Schmitz, Marcel Uhde                                                                                    | Shirin David                                    | Juicy Money Records                        | 11. November 2021  | Deutscher Hip-Hop                 | Bitches brauchen Rap             |                       |
| Stark                 | Sarah Connor, Tobias Kuhn | Sarah Connor, Tobias Kuhn | Sarah Connor                                    | Polydor                                    | 13. August 2021    | Pop                               |                                  |                       |
| Strip                 | Lena Meyer-Landrut, Nicolas Rebscher, Sophie Simmons | Lena Meyer-Landrut, Nicolas Rebscher, Sophie Simmons | Lena                                            | Polydor                                    | 4. Juni 2021       | Pop                               |                                  |                       |
| Tanz für dich         | Aaron Lovac, Christian Raab, Marius Gröh | Aaron Lovac, Christian Raab, Marius Gröh | Ronja Forcher                                   | Electrola                                  | 16. Juli 2021      | Pop                               | Meine Reise                      |                       |
| Traitor               | Olivia Rodrigo und Dan Nigro | Olivia Rodrigo und Dan Nigro | Olivia Rodrigo                                  | Geffen Records                             | 10. August 2021    | Pop                               | Sour                             |                       |
| When I’m Gone         | Nathan Cunningham, Alma Goodman, Alessandro Lindblad, Alida Garpestad Peck, Katy Perry, Marc Sibley, Rami Yacoub                                                      | Nathan Cunningham, Alma Goodman, Alessandro Lindblad, Alida Garpestad Peck, Katy Perry, Marc Sibley, Rami Yacoub                                                      | Alesso & Katy Perry                             | 10:22 PM Records                           | 29. Dezember 2021  | Dance-Pop, EDM, Elektropop, House |                                  |                       |
| White Dress           | Jack Antonoff, Lana Del Rey | Jack Antonoff, Lana Del Rey | Lana Del Rey                                    | Interscope Records, Polydor, Urban Records | 19. März 2021      | Indie-Pop                         | Chemtrails over the Country Club |                       |

### Alben
| Album                                                       | Interpret                                                                 | Label                                     | Veröffentlichung   | Genre                                                        | Weitere Informationen                                         |
| ----------------------------------------------------------- | ------------------------------------------------------------------------- | ----------------------------------------- | ------------------ | ------------------------------------------------------------ | ------------------------------------------------------------- |
| 30                                                          | Adele                                                                     | Columbia Records                          | 19. November 2021  | Jazz, Pop, Soul                                              |                                                               |
| A Few Steps Beyond                                          | Gianni Lenoci                                                             | Amirani Records                           | 2021               | Jazz                                                         |                                                               |
| Afrofuturism                                                | Logan Richardson                                                          | WAX Industry / Whirlwind Recordings       | 2021               | Jazz, Fusion                                                 |                                                               |
| Album                                                       | Clueso                                                                    | Epic Records                              | 1. Oktober 2021    | Pop                                                          |                                                               |
| An Ayler Xmas Vol. 5                                        | Mars Williams                                                             | Soul What Records, Astral Spirits         | 2021               | Jazz                                                         |                                                               |
| Bird Meets Wire                                             | Susan Alcorn, Leila Bordreuil und Ingrid Laubrock                         | Relative Pitch Records                    | 2021               | Neue Improvisationsmusik                                     |                                                               |
| Brass and Ivory Tales                                       | Ivo Perelman                                                              | Fundacja Słuchaj                          | 2021               | Jazz                                                         |                                                               |
| Call of the Wild                                            | Powerwolf                                                                 | Napalm Records                            | 16. Juli 2021      | Power Metal, Symphonic Metal                                 |                                                               |
| Celebration                                                 | Irène Schweizer und Hamid Drake                                           | Intakt Records                            | 2021               | Jazz                                                         |                                                               |
| Comfort to Me                                               | Amyl and the Sniffers                                                     | Rough Trade Records                       | 10. September 2021 | Garage Rock, Punkrock                                        |                                                               |
| Das schwarze Album                                          | Haftbefehl                                                                | Azzlack                                   | 29. April 2021     | Hip-Hop                                                      |                                                               |
| Dear Monsters                                               | Bad Wolves                                                                | Better Noise Music                        | 29. Oktober 2021   | Metalcore                                                    |                                                               |
| Everyday Actions                                            | Noa Fort                                                                  | Ears & Eyes Records                       | 2021               | Jazz                                                         |                                                               |
| Forfolks                                                    | Jeff Parker                                                               | International Anthem Recording Company    | 2021               | Jazz                                                         |                                                               |
| Gesegnet & verflucht                                        | Nino de Angelo                                                            | Ariola                                    | 26. Februar 2021   | Schlager                                                     |                                                               |
| Hello!                                                      | Maite Kelly                                                               | Electrola                                 | 19. März 2021      | Schlager                                                     |                                                               |
| Honeymoon Phase                                             | Oska                                                                      | Nettwerk Music Group Inc.                 | 8. Januar 2021     | Pop                                                          | Debüt-EP                                                      |
| Jetzt erst recht!                                           | Ben Zucker                                                                | Airforce1                                 | 16. April 2021     | Schlager                                                     |                                                               |
| Live at the Village Vanguard Volume II (Mdw Ntr)            | Steve Coleman                                                             | Pi Recordings                             | 2021               | Jazz                                                         |                                                               |
| Nights on Saturn                                            | Ahmed                                                                     | Astral Spirits                            | 26. März 2021      | Jazz                                                         |                                                               |
| Medicine at Midnight                                        | Foo Fighters                                                              | Roswell Records, RCA Records              | 5. Februar 2021    | Alternative Rock                                             |                                                               |
| Multa                                                       | Multa (Jorrit Dijkstra, Jeb Bishop, Alonso López Valdés & Gibrán Andrade) | Discos Carnitas                           | 17. August 2021    | Jazz, Neue Improvisationsmusik                               |                                                               |
| Music of the Spheres                                        | Coldplay                                                                  | Parlophone                                | 15. Oktober 2021   | Ambient, Pop-Rock, Space Rock, Synthiepop                    |                                                               |
| Om du reser mycket                                          | Trondheim Jazz Orchestra & Johan Lindvall                                 | Midtnorsk Jazzsenter                      | 2021               | Jazz, Progressive Rock                                       |                                                               |
| Poetenweg – Geschichten und Lieder an einem Spätsommerabend | Hannes Wader                                                              | Stockfisch Records                        | 2021               | Chanson, Liedermacher                                        | Konzert mit Lesung aus seiner Autobiografie                   |
| Puro Amor                                                   | Broilers                                                                  | Skull & Palms Recordings (Warner)         | 23. April 2021     | Punkrock, Alternative Rock, Rock                             |                                                               |
| Quartet (Standards) 2020                                    | Anthony Braxton                                                           | Tri-Centric Foundation, New Braxton House | 2021               | Jazz                                                         |                                                               |
| Sans Soleil                                                 | Chris Williams und Patrick Shiroishi                                      | Astral Spirits                            | 2021               | Neue Improvisationsmusik                                     |                                                               |
| Schockverliebt                                              | Eric Philippi                                                             | Telamo                                    | 3. September 2021  | Schlager                                                     |                                                               |
| Senjutsu                                                    | Iron Maiden                                                               | Parlophone, Sanctuary (US)                | 3. September 2021  | Heavy Metal                                                  |                                                               |
| Servant of the Mind                                         | Volbeat                                                                   | Vertigo Records                           | 3. Dezember 2021   | Metal                                                        |                                                               |
| Single Album                                                | NOFX                                                                      | Fat Wreck Chords                          | 26. Februar 2021   | Punk                                                         |                                                               |
| So weit                                                     | Peter Maffay                                                              | Red Rooster                               | 17. September 2021 | Pop-Rock                                                     |                                                               |
| Teatro d’ira – Vol. I                                       | Måneskin                                                                  | RCA Records                               | 19. März 2021      | Hard Rock, Glam Rock                                         |                                                               |
| The Bridge Sessions: The Way Through                        | Josh Berman, Jason Stein, Didier Petit und Edward Perraud                 | The Bridge Sessions                       | 2. Februar 2021    | Neue Improvisationsmusik                                     |                                                               |
| The Field within a Line                                     | Ken Vandermark                                                            | Corbett vs. Dempsey                       | 2021               | Neue Improvisationsmusik                                     |                                                               |
| The Recombinant Trilogy                                     | George Lewis                                                              | New Focus Recordings                      | 2021               | Neue Improvisationsmusik                                     |                                                               |
| The Silver Scream 2: Welcome to Horrorwood                  | Ice Nine Kills                                                            | Fearless Records                          | 15. Oktober 2021   | Metalcore, Deathcore, Emo Pop                                |                                                               |
| Things in Between                                           | Judith Wegmann, Marlies Debacker, Lukas Briner und Nicolas Wolf           | ezz-thetics                               | Dezember 2021      | Neue Improvisationsmusik                                     |                                                               |
| This Place Will Become Your Tomb                            | Sleep Token                                                               | Spinefarm Records                         | 24. September 2021 | Alternative Metal, Indie-Rock, Post-Metal, Progressive Metal |                                                               |
| This Time Next Year                                         | Kid Kapichi                                                               | Selbstverlag                              | 5. Februar 2021    | Alternative Rock, Punk                                       |                                                               |
| Toy                                                         | David Bowie                                                               | ISO, Parlophone                           | 26. November 2021  | Rock                                                         | Bereits 2000 aufgenommen, sollte ursprünglich 2001 erscheinen |
| Turning to Crime                                            | Deep Purple                                                               | earMusic, Edel                            | 26. November 2021  | Rock, Blues, Rhythm and Blues, Boogie Woogie                 |                                                               |
| Utopia                                                      | Konstantin Wecker                                                         | Sturm und Klang                           | 2021               | Liedermacher                                                 |                                                               |
| Voyage                                                      | ABBA                                                                      | Polar Music, Universal International      | 5. November 2021   | Pop                                                          |                                                               |
| We Are Electric                                             | Rodrigo Amados Northern Liberties                                         | Not Two Records                           | 24. November 2021  | Jazz                                                         |                                                               |
| We Met – and Then                                           | Barre Phillips, John Butcher und Ståle Liavik Solberg                     | Relative Pitch Records                    | 2021               | Neue Improvisationsmusik                                     |                                                               |
| Weihnachtszeit                                              | Roland Kaiser                                                             | RCA Records                               | 8. Oktober 2021    | Schlager, Weihnachtslieder                                   |                                                               |
| Welcome 2 America                                           | Prince                                                                    | NPG Records/Legacy Recordings             | 30. Juli 2021      | Contemporary R&B, Funk, Pop, Rock, Soul                      |                                                               |
| Winter Garden                                               | Joe McPhee                                                                | ESP-Disk                                  | 2021               | Jazz                                                         |                                                               |
| Zefix                                                       | Chris Steger                                                              | Global Rockstar                           | 22. Oktober 2021   | Pop                                                          |                                                               |

## Gestorben

### Januar
- 01. Januar: Carlos do Carmo, portugiesischer Sänger (81)
- 01. Januar: Zoran Džorlev, nordmazedonischer Violinist (53)
- 01. Januar: Liam Reilly, irischer Singer-Songwriter (65)
- 01. Januar: Jan Vering, deutscher Gospelsänger, Dramaturg und Journalist (66)
- 02. Januar: Kamal Keila, sudanesischer Sänger (73)
- 02. Januar: Bérangère Palix, französische Sängerin (45)
- 03. Januar: Gerry Marsden, britischer Sänger und Musiker (78)
- 03. Januar: Georg Schmöhe, deutscher Dirigent (81)
- 03. Januar: Jörg Seckel, deutscher Musiker (81)
- 04. Januar: Elias Rahbani, libanesischer Komponist, Musiker und Dirigent (82)
- 05. Januar: Osian Ellis, britischer Harfenist (92)
- 05. Januar: Raúl Jaurena, uruguayischer Tangomusiker (79)

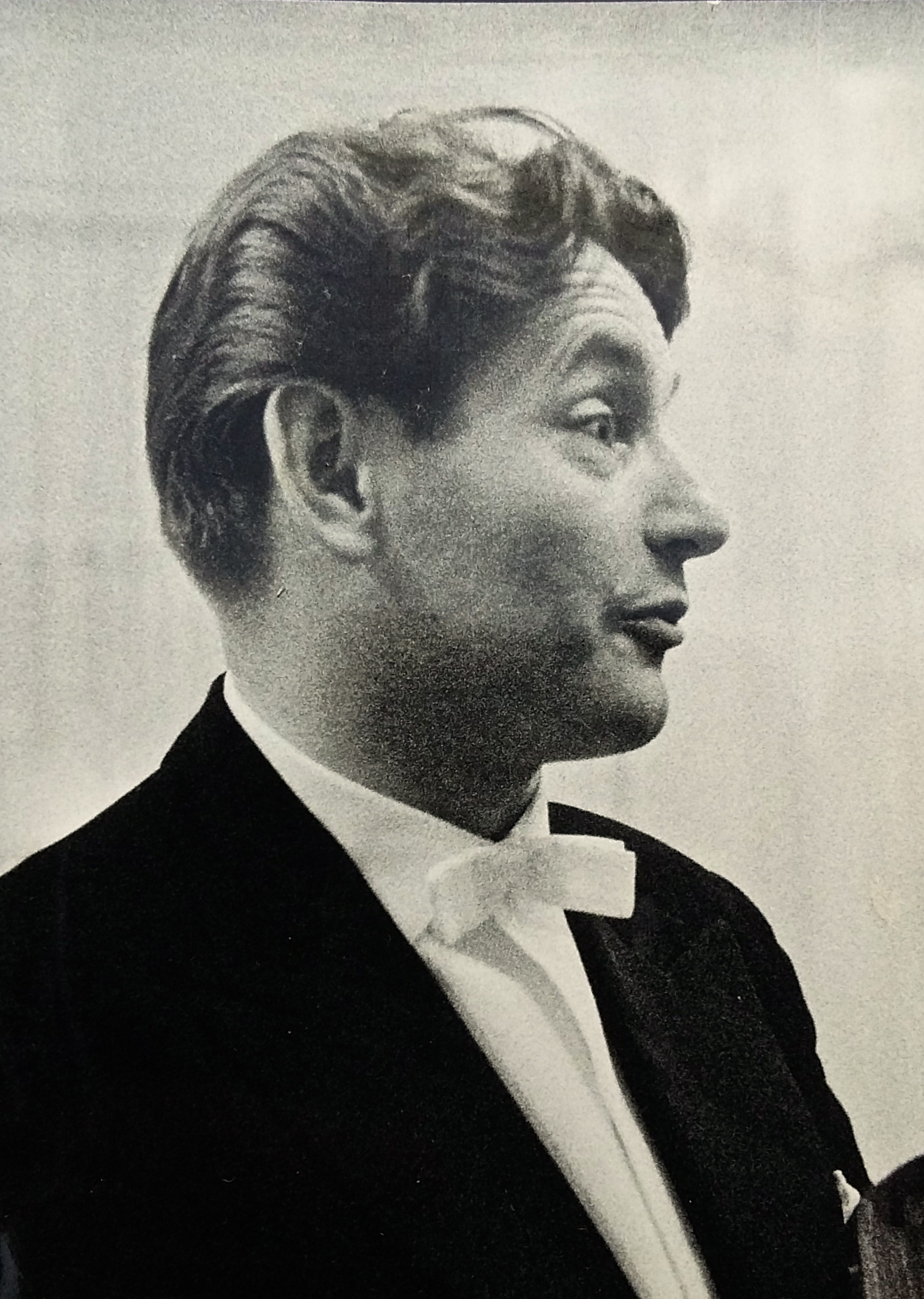
Arthur Loosli; † 5. Januar

- 05. Januar: Arthur Loosli, Schweizer Konzertsänger und Kunstmaler (94)
- 06. Januar: Reinhold Johannes Buhl, deutscher Cellist (87)
- 06. Januar: Bobby Few, US-amerikanischer Jazzpianist (85)
- 07. Januar: Biserka Cvejić, jugoslawische Opernsängerin (97)
- 07. Januar: Deezer D, US-amerikanischer Schauspieler und Rapper (55)
- 07. Januar: Jamie O’Hara, US-amerikanischer Country-Sänger und Songwriter (70)
- 07. Januar: Roger Pemberton, US-amerikanischer Jazzmusiker (90)
- 08. Januar: Eva Badura-Skoda, deutsch-österreichische Musikwissenschaftlerin (91)
- 08. Januar: Ed Bruce, US-amerikanischer Country-Sänger (81)
- 08. Januar: David Darling, US-amerikanischer Cellist und Komponist (79)
- 10. Januar: Charlene Gehm, US-amerikanische Balletttänzerin (69)
- 10. Januar: Thorleif Torstensson, schwedischer Musiker (71)
- 10. Januar: Marsha Zazula, US-amerikanische Musikproduzentin (68)
- 11. Januar: Tomcat Courtney, US-amerikanischer Bluesmusiker (91)
- 11. Januar: Howard Johnson, US-amerikanischer Jazzmusiker (79)

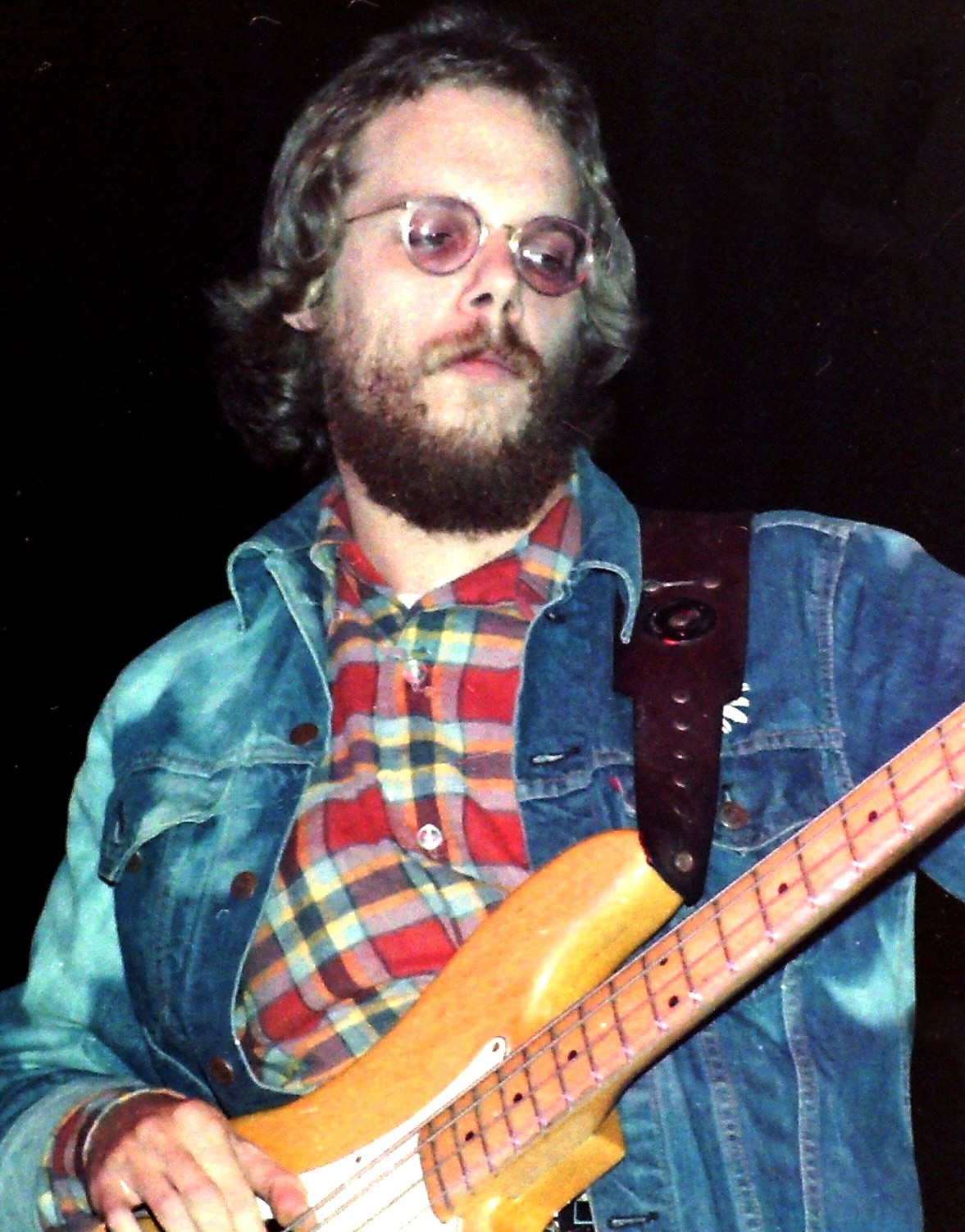
Tim Bogert; † 13. Januar

- 13. Januar: Tim Bogert, US-amerikanischer Bassist und Sänger (76)
- 14. Januar: Gertrud Freedmann, deutsche Opern-, Operetten- und Konzertsängerin (≈87)
- 14. Januar: Elijah Moshinsky, US-amerikanischer Opernregisseur (75)
- 14. Januar: Karel Řičánek, tschechisch-deutscher Komponist (73)
- 14. Januar: Wolfgang Roth, deutscher Hörfunkmoderator (66)
- 14. Januar: Sonia Slany, britische Geigerin (56)
- 15. Januar: Doris Loh, deutsche Sängerin (82)
- 16. Januar: Pave Maijanen, finnischer Pop- und Rockmusiker (70)
- 16. Januar: Phil Spector, US-amerikanischer Musikproduzent (81)
- 16. Januar: Muammer Sun, türkischer Komponist (88)
- 17. Januar: Jürgen Hunkemöller, deutscher Musikwissenschaftler (81)
- 17. Januar: Ghulam Mustafa Khan, indischer Sänger (89)
- 17. Januar: Junior Mance, US-amerikanischer Jazzpianist (92)
- 17. Januar: Sammy Nestico, US-amerikanischer Jazz-Arrangeur, Komponist und Autor (96)
- 18. Januar: Perry Botkin junior, US-amerikanischer Komponist (87)
- 18. Januar: Maria Koterbska, polnische Sängerin (96)
- 18. Januar: Josep Maria Mestres i Quadreny, spanischer Komponist (91)
- 18. Januar: Jimmie Rodgers, US-amerikanischer Popsänger (87)
- 19. Januar: Ron Anthony, US-amerikanischer Gitarrist (87)
- 19. Januar: Baby CEO, US-amerikanischer Rapper (20)
- 19. Januar: Malcolm Griffiths, britischer Jazzmusiker (79)
- 19. Januar: André Marchand, deutscher Pianist (75)
- 20. Januar: Andrzej Bieniasz, polnischer Rockmusiker (66)
- 20. Januar: Pavel Blatný, tschechischer Komponist (89)
- 21. Januar: Bob Avian, US-amerikanischer Choreograf (83)
- 21. Januar: Keith Nichols, britischer Jazzmusiker, Arrangeur und Bandleader (75)
- 22. Januar: 18veno, US-amerikanischer Rapper (19)
- 22. Januar: Narendra Chanchal, indischer Sänger (80)
- 22. Januar: Guem, algerisch-französischer Perkussionist (73)
- 22. Januar: Elizabeth Kingdon, US-amerikanische Opernsängerin (92)
- 22. Januar: Janet Lawson, US-amerikanische Jazzsängerin (80)
- 22. Januar: Martin Schneider, deutscher Opernregisseur (82)
- 22. Januar: Hans Wilfred Sikorski, deutscher Musikverleger (92)
- 23. Januar: Nicky Gebhard, deutscher Schlagzeuger (68)
- 23. Januar: Jonas Gwangwa, südafrikanischer Musiker (83)
- 23. Januar: Trisha Noble, australische Sängerin und Schauspielerin (76)
- 23. Januar: Margherita Roberti, US-amerikanische Opernsängerin (95)
- 24. Januar: Mladen Baraković Lima, kroatischer Bassist (70)

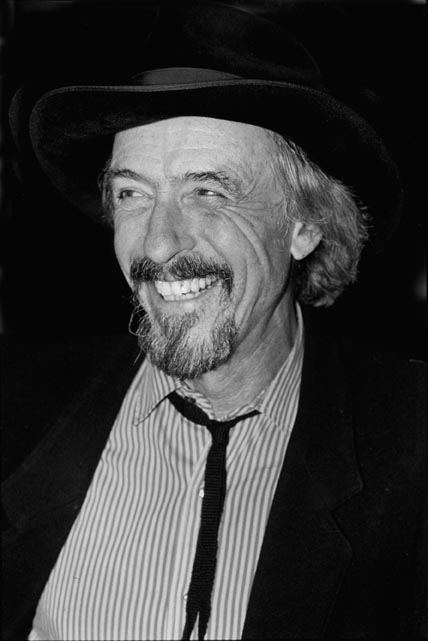
Arik Brauer; † 24. Januar

- 24. Januar: Arik Brauer, österreichischer Maler, Grafiker, Bühnenbildner, Sänger und Dichter (92)
- 24. Januar: Carol Fredette, US-amerikanische Jazzsängerin (75)
- 25. Januar: Hildegard Krämer, deutsche Ballettmeisterin (98)
- 26. Januar: Eva Coutaz, deutsch-französische Musikproduzentin (77)
- 26. Januar: María Teresa Linares, kubanische Musikwissenschaftlerin und -pädagogin (100)
- 26. Januar: Cara O’Sullivan, irische Opernsängerin (58)
- 27. Januar: Frank Toms, britischer Jazzpianist (83)
- 28. Januar: Sibongile Khumalo, südafrikanische Sängerin (63)
- 29. Januar: Flory Jagoda, bosnisch-US-amerikanische Sängerin (97)
- 29. Januar: Jeremy Lubbock, britischer Pianist, Songwriter, Arrangeur und Produzent (89)
- 29. Januar: Ines Taddio, italienischstämmige Sängerin und Schauspielerin (92)
- 29. Januar: Hilton Valentine, britischer Gitarrist (77)
- 30. Januar: Art Daniels, US-amerikanischer Jazzmusiker (≈93)
- 30. Januar: Günter Hapke, deutscher Schlagersänger (89)
- 30. Januar: Sophie, britische Musikerin (34)
- 30. Januar: Michel Trempont, belgischer Opernsänger (92)
- 31. Januar: Thomas Emmerig, deutscher Musikforscher, Komponist, Musikautor und Lyriker (72)
- 31. Januar: Kevin McCutcheon, US-amerikanischer Dirigent (65)
- 31. Januar: Fábio Figueiredo, brasilianischer Metal-Sänger (34)
- 31. Januar: Ladislav Štaidl, tschechoslowakischer Komponist und Orchesterleiter (75)

### Februar
- 01. Februar: Cynthia Turner, maltesische Pianistin (≈89)
- 02. Februar: Christian Broecking, deutscher Musikwissenschaftler, Soziologe und Musikkritiker (63)
- 02. Februar: Libuše Domanínská, tschechoslowakische Opernsängerin (96)
- 02. Februar: Dany Ray, US-amerikanischer Zeremonienmeister (85)
- 02. Februar: Ilse Rieth, deutsche Chorleiterin (92)
- 03. Februar: Otto Andrae, Schweizer Jazztrompeter (79)
- 03. Februar: Kris De Bruyne, belgischer Sänger (70)
- 03. Februar: Anne Feeney, US-amerikanische Folkmusikerin und Singer-Songwriterin (69)
- 03. Februar: Philippe Micol, Schweizer Improvisationsmusiker (65)
- 03. Februar: Jim Weatherly, US-amerikanischer Singer-Songwriter (77)
- 04. Februar: Hüner Coşkuner, türkische Sängerin (57)
- 05. Februar: Uli Rennert, österreichischer Jazzpianist und Hochschullehrer (60)
- 05. Februar: Örs Siklósi, ungarischer Musiker (29)
- 06. Februar: Bernhard Morbach, deutscher Musikwissenschaftler und Radiomoderator (71)
- 07. Februar: Rosalind Cron, US-amerikanische Jazzmusikerin (95)
- 07. Februar: Elliot Mazer, US-amerikanischer Toningenieur und Musikproduzent (79)
- 07. Februar: Stefano Mazzonis di Pralafera, italienischer Opernintendant (72)
- 08. Februar: Pauly Cohen, US-amerikanischer Jazztrompeter (98)
- 08. Februar: Igor Dibák, slowakischer Komponist (73)
- 08. Februar: Ingeborg Pfund-Kassner, deutsche Tänzerin, Sängerin, Choreografin und Regisseurin (95)
- 08. Februar: Mary Wilson, US-amerikanische Sängerin (76)
- 09. Februar: Richie Albright, US-amerikanischer Schlagzeuger (81)

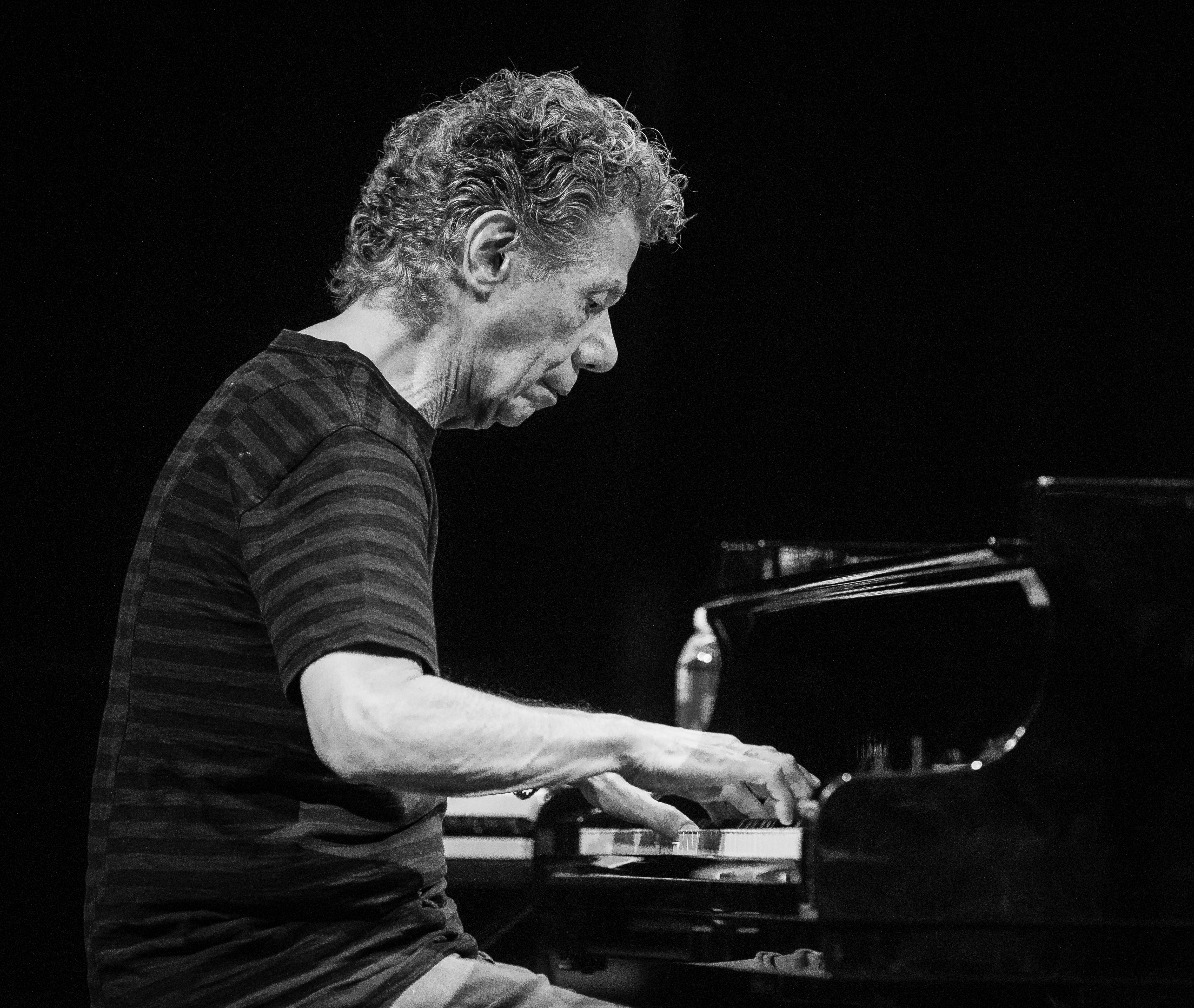
Chick Corea; † 9. Februar

- 09. Februar: Chick Corea, US-amerikanischer Musiker (79)
- 09. Februar: Dieter Hermsdorf, deutscher Komponist und Musikwissenschaftler (59)
- 09. Februar: Ghédalia Tazartès, französischer Avantgarde-Musiker (73)
- 10. Februar: Denny Christianson, US-amerikanischer Jazztrompeter und Arrangeur (80)
- 10. Februar: Fanne Foxe, argentinisch-US-amerikanische Stripperin (84)
- 10. Februar: Jon Mark, britischer Musiker (77)
- 10. Februar: Jorge Morel, argentinischer Gitarrist und Komponist (89)
- 11. Februar: Stan LePard, US-amerikanischer Komponist, Orchestrator und Sound Designer (64)
- 11. Februar: Joan Weldon, US-amerikanische Schauspielerin und Sängerin (90)
- 12. Februar: Milford Graves, US-amerikanischer Jazz-Schlagzeuger (79)
- 12. Februar: Rupert Neve, britischer Toningenieur und Unternehmer (94)
- 13. Februar: Louis Clark, britischer Musiker (73)
- 13. Februar: Peter G. Davis, US-amerikanischer Musikkritiker (84)
- 13. Februar: Sydney Devine, britischer Country-Sänger (81)

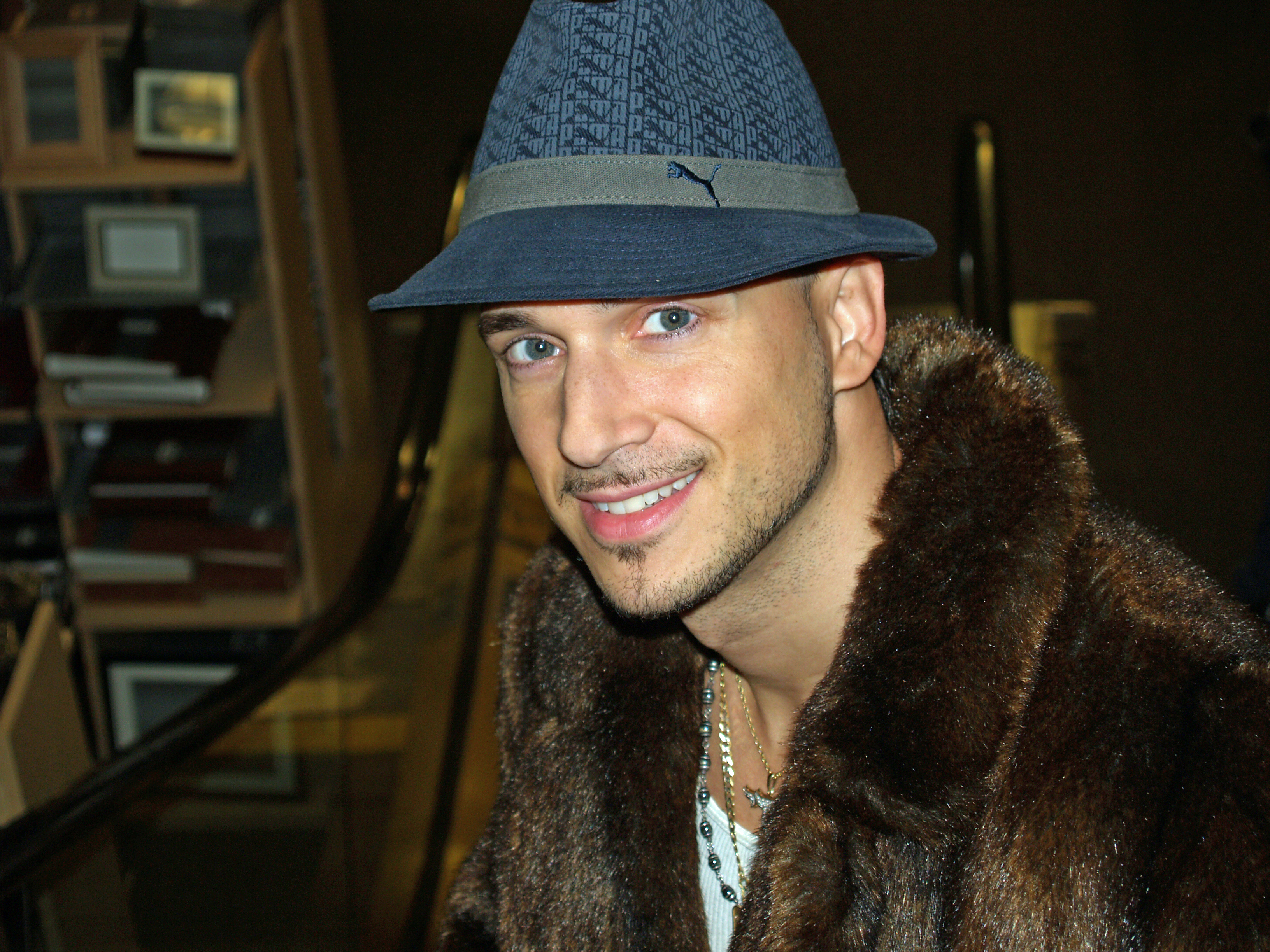
Ari Gold; † 14. Februar

- 14. Februar: Ari Gold, US-amerikanischer Popsänger (47)
- 14. Februar: Norbert Richtsteig, deutscher Kirchenmusiker und Organist (72)
- 15. Februar: Werner Aderhold, deutscher Musikwissenschaftler (83)
- 15. Februar: Andréa Guiot, französische Opernsängerin (93)
- 15. Februar: Johnny Pacheco, dominikanisch-US-amerikanischer Musiker und Labelgründer (85)
- 16. Februar: Dietrich von Amsberg, deutscher Kirchenmusiker und Organist (83)

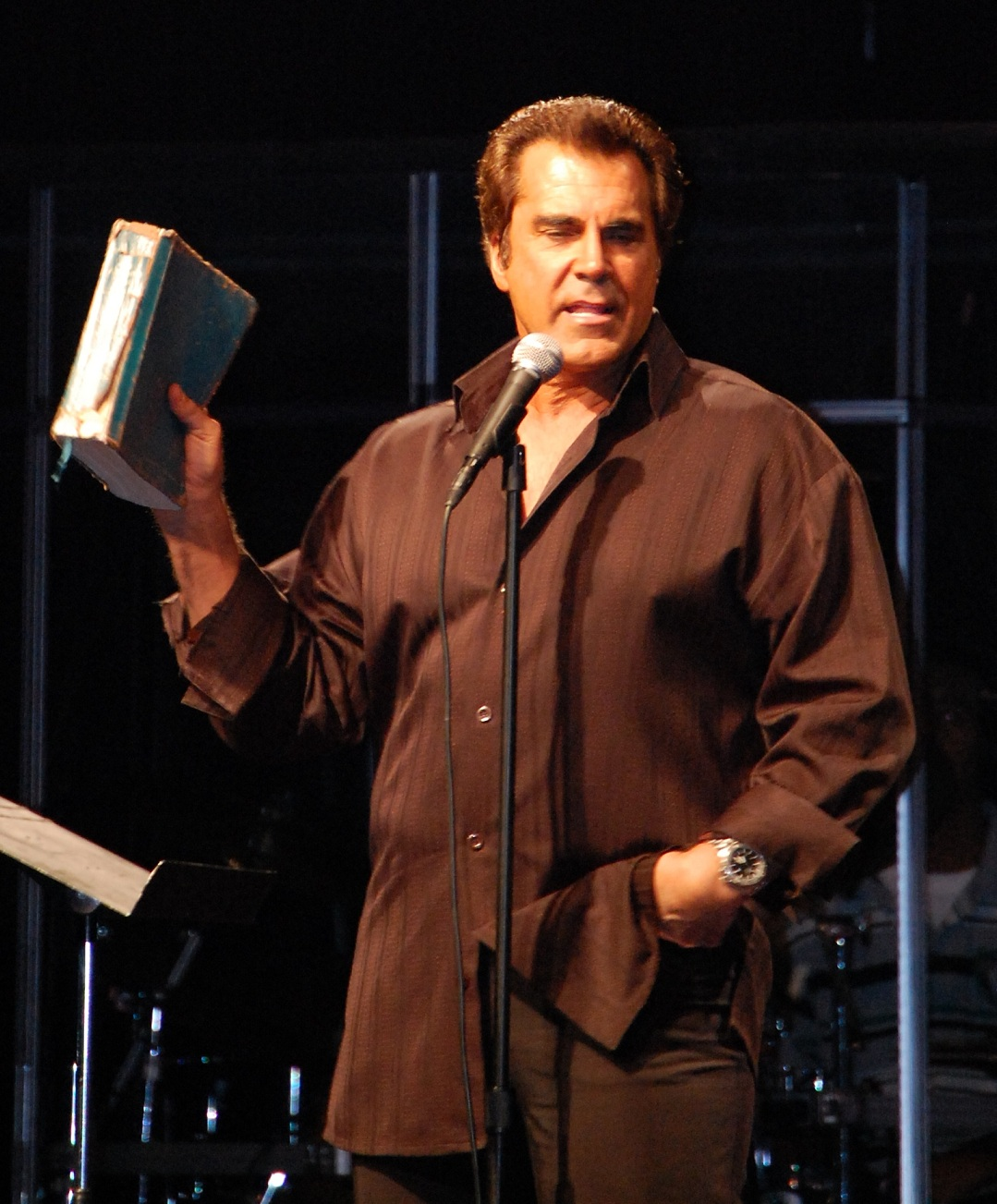
Carman; † 16. Februar

- 16. Februar: Carman, US-amerikanischer Popsänger (65)

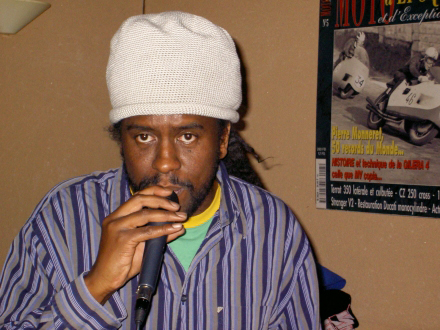
Tonton David; † 16. Februar

- 16. Februar: Tonton David, französischer Reggae-Musiker (53)
- 16. Februar: Werner Grobholz, deutscher Violinist (78)
- 16. Februar: Soul Jah Love, simbabwischer Sänger (31)
- 17. Februar: Françoise Cactus, deutsch-französische Autorin, Musikerin und Zeichnerin (56)
- 17. Februar: Bruce Hawes, US-amerikanischer R&B-Keyboarder und Songwriter (67)
- 17. Februar: Walter Krafft, deutscher Pianist und Musikpädagoge (84)
- 17. Februar: Stefan Mickisch, deutscher Pianist (58)
- 17. Februar: Martha Stewart, US-amerikanische Sängerin und Schauspielerin (98)
- 17. Februar: Gene Summers, US-amerikanischer Rockabilly-Sänger (82)
- 17. Februar: U-Roy, jamaikanischer Reggae-Musiker (78)
- 18. Februar: Manfred Kähler, deutscher Rocksänger und -gitarrist (71)
- 18. Februar: Mark Morales, US-amerikanischer Rapmusiker und Musikproduzent (52)
- 19. Februar: Đorđe Balašević, jugoslawischer bzw. serbischer Liedermacher und Schriftsteller (67)
- 19. Februar: James Burke, US-amerikanischer R&B- und Soul-Sänger (70)
- 20. Februar: Fausti, luxemburgischer Entertainer (80)
- 21. Februar: Hélène Martin, französische Chansonnière (92)
- 21. Februar: Didi Pattirane, indonesischer Jazz- und Unterhaltungsmusiker (≈90)
- 21. Februar: Bernd Rönnefarth, deutscher Lehrer und Liedermacher (68)
- 23. Februar: Sean Kennedy, australischer Rock- und Metal-Musiker (35)
- 24. Februar: Wolfgang Boettcher, deutscher Cellist und Musikpädagoge (86)
- 24. Februar: Stefan von Dobrzynski, deutscher Jazzmusiker (92)
- 24. Februar: Alan Robert Murray, US-amerikanischer Tontechniker (66)
- 25. Februar: Pete Zorba, britischer DJ (45)
- 26. Februar: Robert James, US-amerikanischer Musiker (68)
- 26. Februar: Danilo Rustici, italienischer Gitarrist (72)
- 27. Februar: Christian Brewer, britischer Jazzmusiker (≈55)
- 27. Februar: Angel Moraes, US-amerikanischer DJ und Musikproduzent (55)
- 27. Februar: Michael Wieck, deutscher Violinist und Autor (92)

### März
- 01. März: Antoine Hodge, US-amerikanischer Opernsänger (38)
- 01. März: Ralph Peterson, US-amerikanischer Jazzmusiker (58)
- 02. März: Chris Barber, britischer Posaunist, Kontrabassist, Sänger und Jazz-Bandleader (90)
- 02. März: Claudio Coccoluto, italienischer DJ und Musikproduzent (58)
- 02. März: Radim Pařízek, tschechischer Schlagzeuger (67)

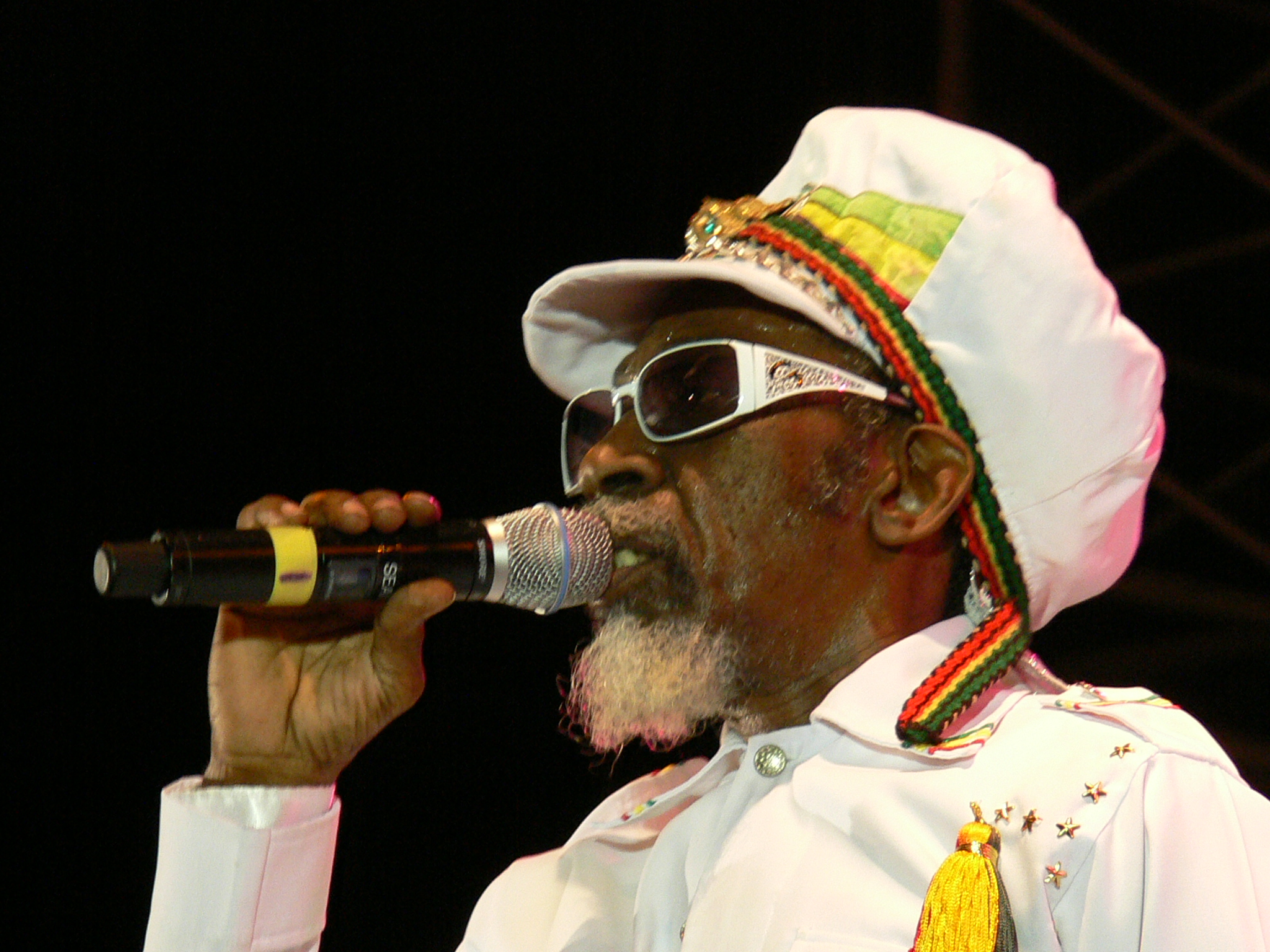
Bunny Wailer; † 2. März

- 02. März: Bunny Wailer, jamaikanischer Reggae-Musiker (73)
- 03. März: Medea Abrahamjan, armenische Cellistin (88)
- 03. März: Duffy Jackson, US-amerikanischer Jazz-Schlagzeuger (67)
- 04. März: Alan Cartwright, britischer Bassist (75)
- 04. März: Helmut Winschermann, deutscher Oboist und Dirigent (100)
- 05. März: Michael Stanley, US-amerikanischer Musiker und Songwriter (72)
- 06. März: Renée Doria, französische Opernsängerin (100)
- 06. März: Ute Raab, deutsche Theaterregisseurin und Choreografin (56)
- 06. März: Rudolf Stambolla, albanischer Sänger und Schauspieler (90)
- 07. März: Dmitri Baschkirow, russischer Pianist (89)
- 07. März: Miroslav Homen, jugoslawischer bzw. kroatischer Dirigent (80)
- 07. März: Sanja Ilić, serbischer Komponist und Musiker (69)
- 07. März: Josky Kiambukuta, kongolesischer Musiker (72)

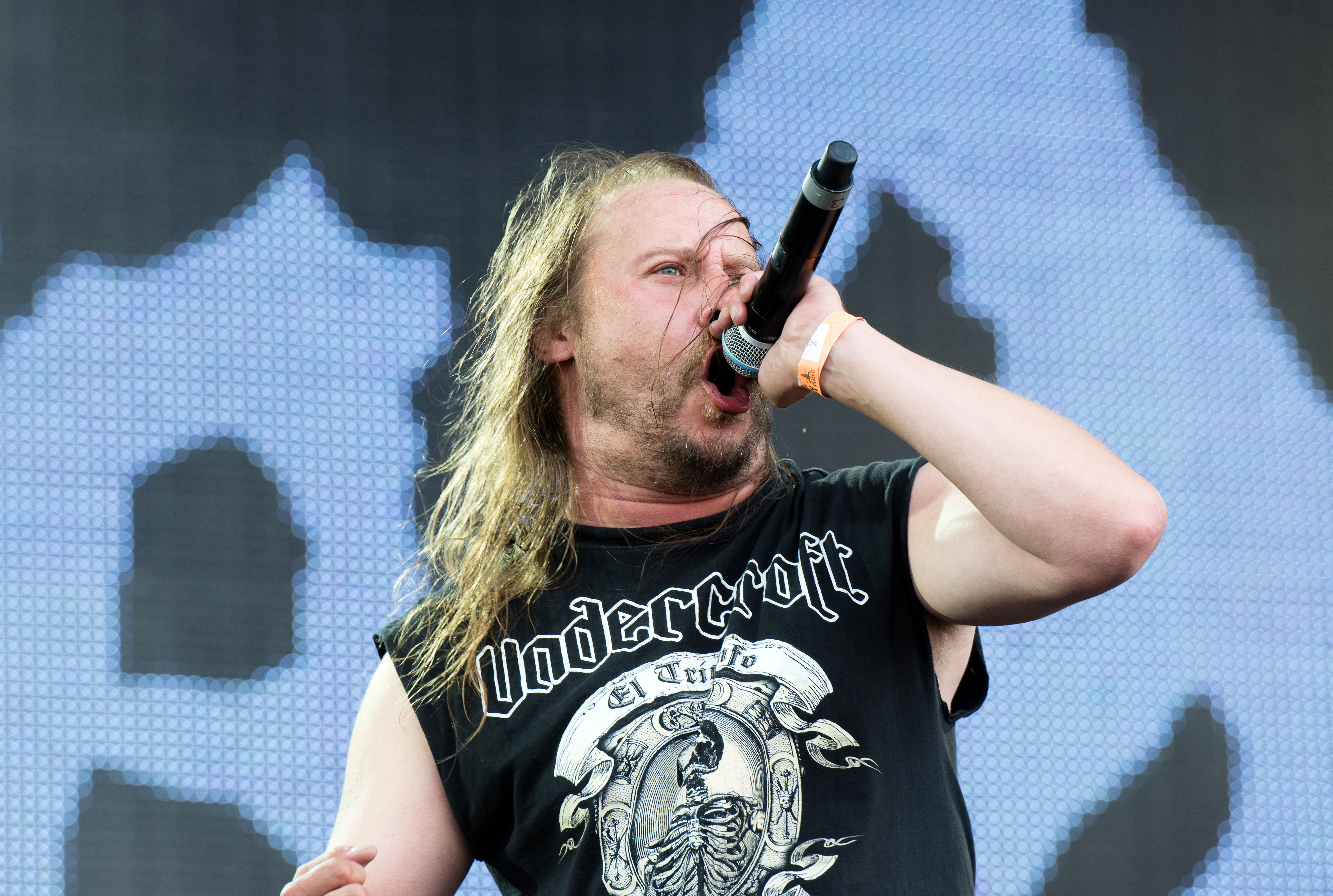
Lars Göran Petrov; † 7. März

- 07. März: Lars-Göran Petrov, schwedischer Metal-Sänger (49)
- 08. März: James Mac Gaw, britischer Fusionmusiker (52)
- 08. März: Trevor Peacock, britischer Schauspieler, Theaterschaffender, Drehbuchautor und Songwriter (89)
- 08. März: Mauricio Rosenmann Taub, chilenischer Komponist und Schriftsteller (88)
- 08. März: Mark Whitecage, US-amerikanischer Jazzmusiker (83)
- 08. März: Julien-François Zbinden, Schweizer Komponist und Jazzpianist (103)
- 08. März: Zhao Ping-Guo, chinesischer Pianist (86)
- 09. März: Freddy Birset, belgischer Sänger (73)
- 09. März: Robert „Rio“ Korn, deutscher Punk-Sänger (52)
- 09. März: James Levine, US-amerikanischer Dirigent und Pianist (77)
- 09. März: Shūichi Murakami, japanischer Fusion- und Jazzmusiker (70)
- 09. März: Harald Ossberger, österreichischer Pianist und Musikpädagoge (72)
- 09. März: Len Skeat, britischer Jazzmusiker (84)
- 10. März: Bruce Abel, US-amerikanischer Sänger (84)
- 10. März: János Gonda, ungarischer Jazzpianist (89)
- 10. März: Ljudmila Alexejewna Ljadowa, sowjetische bzw. russische Pianistin, Sängerin und Komponistin (95)
- 10. März: George Ōtsuka, japanischer Jazzmusiker (82)
- 10. März: Ulf Scharlau, deutscher Musikwissenschaftler (77)
- 11. März: Ray Campi, US-amerikanischer Rockabilly-Sänger und Kontrabassspieler (86)
- 12. März: Wolfgang Bretschneider, deutscher Priester und Kirchenmusiker (79)
- 12. März: Volker Frerich, deutscher Metal-Sänger (51)
- 12. März: Heinz-Albert Heindrichs, deutscher Lyriker, Märchenforscher, Zeichner und Komponist (90)
- 13. März: Raoul Casadei, italienischer Musiker (83)

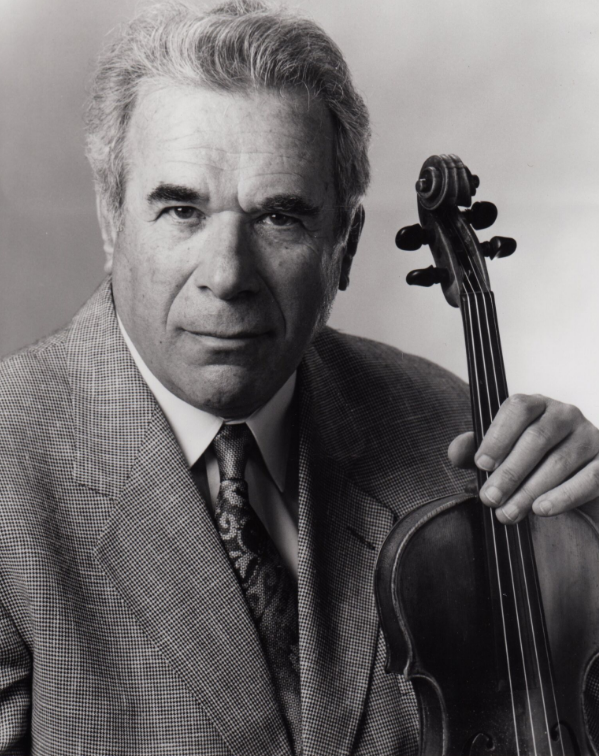
Mark Lubotsky; † 13. März

- 13. März: Mark Lubotsky, russischer Geiger (89)
- 13. März: Adalbert Meier, deutscher Kirchenmusiker (95)
- 13. März: Michael Stein, deutscher Schlagersänger (70)
- 14. März: Taylor Dee, US-amerikanische Country-Sängerin (33)
- 14. März: Heino Hallhuber, deutscher Tänzer, Choreograph und Schauspieler (93)
- 14. März: Friedrich Meyer-Oertel, deutscher Opernregisseur (84)
- 14. März: Thione Seck, senegalesischer Musiker (66)
- 14. März: Reggie Warren, US-amerikanischer R&B-Sänger (52)
- 14. März: Klaus Zeige, deutscher Toningenieur und Tonmeister (81)
- 15. März: Dragoljub Đuričić, jugoslawischer bzw. montenegrinischer Schlagzeuger (68)
- 15. März: Michal Polák, tschechoslowakischer Musiker (77)
- 17. März: Antón García Abril, spanischer Komponist und Musikpädagoge (87)
- 17. März: Gerhard Augustin, deutscher Musikproduzent (79)
- 17. März: Freddie Redd, US-amerikanischer Jazzpianist (92)
- 18. März: Paul Jackson, US-amerikanischer Fusion-Bassist (73)
- 18. März: Karl-Heinz Schönefeld, deutscher Orgelbauer (83)
- 19. März: Margie Evans, US-amerikanische Blues- und Gospel-Sängerin (81)
- 19. März: János Kárpáti, ungarischer Musikwissenschaftler (88)
- 20. März: Buddy Deppenschmidt, US-amerikanischer Schlagzeuger (85)
- 20. März: Taryn Fiebig, australische Opernsängerin (49)
- 20. März: Jewgeni Nesterenko, sowjetischer bzw. russischer Opernsänger (83)
- 21. März: Trisutji Kamal, indonesischer Komponistin und Musikpädagogin (84)
- 22. März: Pierick Houdy, französisch-kanadischer Komponist (92)
- 22. März: Peter Wimberger, österreichischer Kammersänger (80)
- 23. März: Corinne Chapelle, französisch-US-amerikanische Violinistin (44)
- 23. März: Roland Grünberg, französischer Künstler und Festivalbegründer (88)
- 23. März: Hana Hegerová, slowakische Sängerin und Schauspielerin (89)
- 24. März: Jean Baudlot, französischer Komponist und Sänger (74)
- 24. März: Rudolf Kelterborn, Schweizer Komponist (89)
- 25. März: Erika Marjaš, jugoslawische Balletttänzerin (79)
- 27. März: Robert Münster, deutscher Musikwissenschaftler (93)
- 28. März: Olgierd Buczek, polnischer Sänger (89)
- 28. März: Malcolm Cecil, britisch-US-amerikanischer Bassist, Synthesizer-Entwickler und Produzent (84)
- 28. März: Ingmar Glanzelius, schwedischer Saxophonist und Musikkritiker (93)
- 28. März: Akira Wada, japanischer Fusion- und Jazzmusiker (64)
- 29. März: Ottomar Borwitzky, deutscher Cellist (90)
- 31. März: Anzor Erkomaishvili, georgischer Musikwissenschaftler, Sänger und Komponist (81)
- 31. März: Jozef Podprocký, slowakischer Komponist (76)
- 31. März: Jadwiga Wysoczanská-Štrosová, tschechoslowakische Opernsängerin (93)

### April
- 01. April: Oscar Kraal, niederländischer Fusio- und Rocknmusiker (Schlagzeug) (50)
- 01. April: Bronislav Roznos, tschechischer Balletttänzer (54)
- 02. April: Simon Bainbridge, britischer Komponist und Hochschullehrer (68)
- 02. April: B. B. Dickerson, US-amerikanischer Bassist (71) 0
- 02. April: Gary Schunk, US-amerikanischer Jazzmusiker (67)
- 03. April: Jill Corey, US-amerikanische Pop-Sängerin (85)
- 03. April: Guido Eugster, Schweizer Volksmusiker (84)
- 03. April: Victor Paz, panamaischer Jazzmusiker (88)
- 04. April: Erik Nilsson, schwedischer Jazzmusiker (85)
- 05. April: Krzysztof Krawczyk, polnischer Sänger (74)
- 06. April: Sonny Simmons, US-amerikanischer Jazzmusiker (87)
- 06. April: Predrag Živković Tozovac, jugoslawischer bzw. serbischer Musiker (85)
- 07. April: Wayne Peterson, US-amerikanischer Komponist (93)
- 08. April: Isla Eckinger, Schweizer Jazz-Bassist (81)
- 08. April: Ismael Ivo, brasilianischer Tänzer und Choreograf (66)

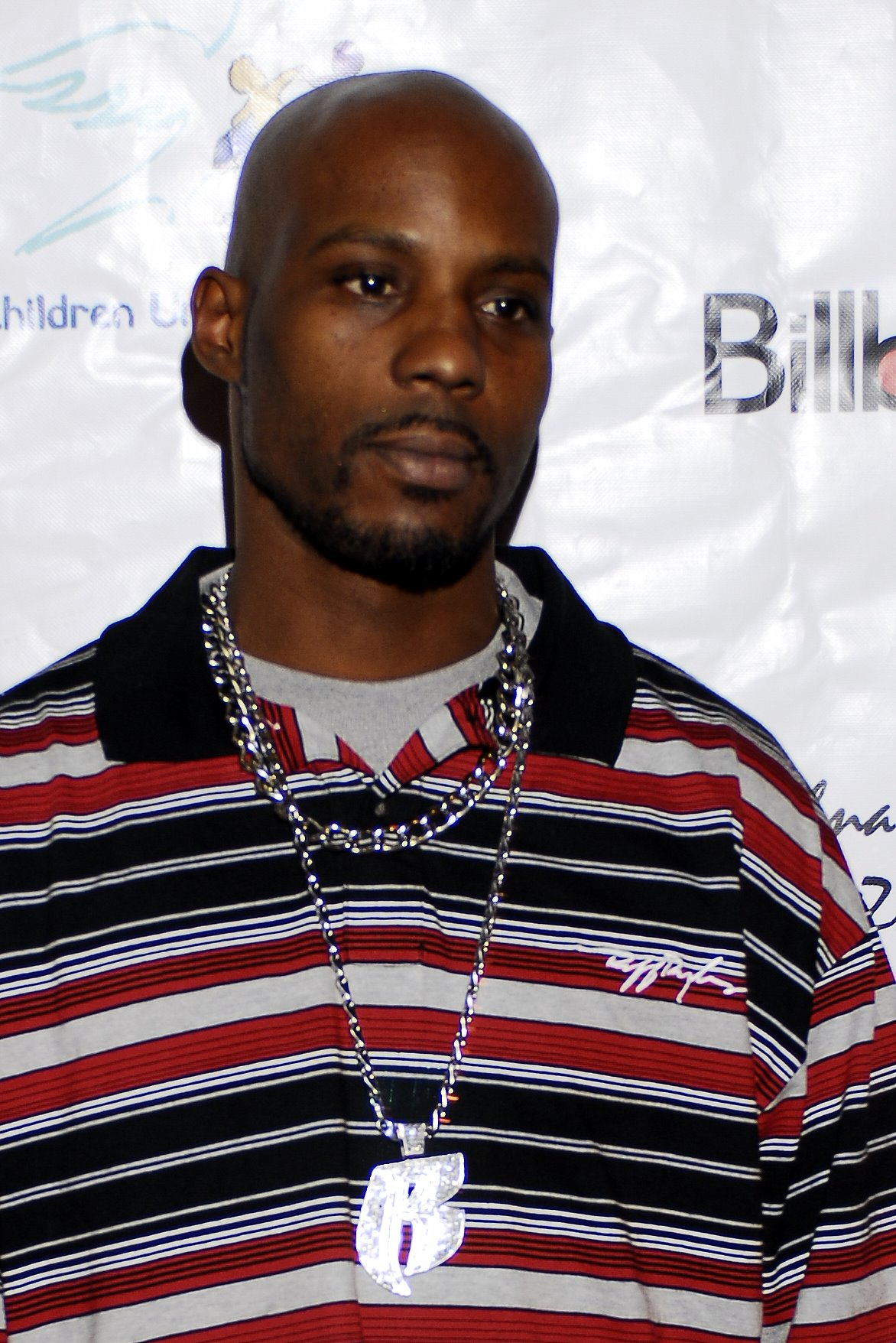
DMX; † 9. April

- 09. April: DMX, US-amerikanischer Rapper und Schauspieler (50)
- 09. April: Karl-Maria Kinsky, österreichischer Schauspieler, Kabarettist, Autor und Sänger (66)
- 10. April: Quinton Claunch, US-amerikanischer Country-Musiker und Musikproduzent (99)
- 10. April: Bob Porter, US-amerikanischer Jazz-Produzent (80)
- 10. April: Bosse Skoglund, schwedischer Schlagzeuger (85)
- 11. April: Colombe Pelletier, kanadische Pianistin und Klavierbegleiterin (97)
- 13. April: Rocco Filippini, Schweizer Cellist (77)
- 13. April: Jewgeni Tilitschejew, russischer Schauspieler und Operettensänger (74)
- 14. April: Alexander Katz, deutscher Jazzmusiker (71)
- 14. April: Amedeo Tommasi, italienischer Pianist und Komponist (85)
- 14. April: Rusty Young, US-amerikanischer Musiker und Pedal-Steel-Gitarrist (75)
- 15. April: Gerda Herrmann, deutsche Liedermacherin (89)
- 15. April: Barby Kelly, irisch-US-amerikanische Musikerin (45)
- 16. April: Lew Lewis, britischer Rocksänger und Musiker (≈65)
- 16. April: Barry Mason, britischer Songschreiber (85)
- 16. April: Liam Scarlett, britischer Choreograph und Balletttänzer (35)
- 17. April: Black Rob, US-amerikanischer Rapper (51)
- 17. April: Klaus Mümpfer, deutscher Jazzfotograf und -kritiker (78)
- 17. April: Sabine Seume, deutsche Tänzerin (58)
- 18. April: Helmut Barbe, deutscher Kirchenmusiker und Komponist (93)
- 18. April: Atanas Kareev, bulgarischer Pianist (76)
- 18. April: Paul Oscher, US-amerikanischer Bluesmusiker (71)
- 19. April: Danny Awege, deutscher Schauspieler und Musiker (45)

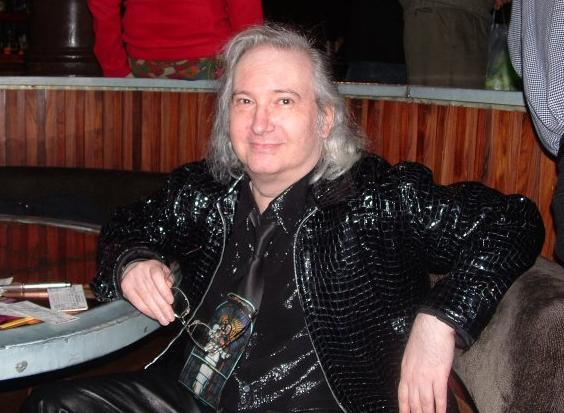
Jim Steinman; † 19. April

- 19. April: Jim Steinman, US-amerikanischer Komponist, Texter und Produzent (73)
- 20. April: Wolfgang Brandenstein, deutscher Rundfunkmoderator, Fernsehunterhalter und Schlagertexter (91)
- 20. April: Willi Herren, deutscher Entertainer, Schauspieler und Schlagersänger (45)
- 20. April: Joe Long, US-amerikanischer Bassist und Sänger (79)
- 20. April: Les McKeown, britischer Sänger (65)
- 20. April: Tempest Storm, US-amerikanische Burlesque-Tänzerin und Filmschauspielerin (93)
- 22. April: Shock G, US-amerikanischer Musiker (57)
- 23. April: Fredi, finnischer Schlagersänger (78)
- 23. April: Milva, italienische Sängerin (81)
- 24. April: Shunsuke Kikuchi, japanischer Komponist (89)
- 24. April: Christa Ludwig, deutsche Sängerin (93)
- 24. April: József Soproni, ungarischer Komponist (90)
- 24. April: Reinette van Zijtveld, niederländische Jazzsängerin (59)
- 25. April: Walter Cuttino, US-amerikanischer Opernsänger (63)
- 26. April: Al Schmitt, US-amerikanischer Tontechniker und Musikproduzent (91)
- 27. April: Corneliu Murgu, rumänische Opernsängerin (72)
- 29. April: Edeltraud Brexner, österreichische Balletttänzerin (93)
- 29. April: Will Mecum, US-amerikanischer Musiker (48)
- 29. April: Liuwe Tamminga, niederländischer Organist (67)
- 29. April: Sunao Wada, japanischer Gitarrist (87)
- 30. April: Anthony Payne, britischer Komponist (84)
- 00. April: Anita Lane, australische Singer-Songwriterin (61)

### Mai
- 01. Mai: Bobby Morris, US-amerikanischer Schlagzeuger (93)
- 01. Mai: W. Royal Stokes, US-amerikanischer Rundfunkmoderator und Jazzkritiker (90)
- 02. Mai: Jacques d’Amboise, US-amerikanischer Balletttänzer (86)
- 02. Mai: Ram Da-Oz, israelischer Komponist (91)
- 03. Mai: Lloyd Price, US-amerikanischer R&B- und Rock-’n’-Roll-Sänger (88)
- 04. Mai: Fredy Bühler, Schweizer Jazzmusiker (83)
- 04. Mai: Rodolfo García, argentinischer Schlagzeuger (75)
- 04. Mai: Nick Kamen, britisches Fotomodell, Sänger und Songwriter (59)
- 05. Mai: Lucjan Kaszycki, polnischer Komponist und Musikpädagoge (88)
- 06. Mai: Walter Kraxner, österreichischer Lehrer, Komponist von Kärntnerliedern und Dichter (93)
- 06. Mai: Pervis Staples, US-amerikanischer Gospelsänger (85)
- 07. Mai: Vanraj Bhatia, indischer Komponist (93)
- 08. Mai: Tatjana Sergejewna Berschadskaja, sowjetische bzw. russische Musikwissenschaftlerin und Hochschullehrerin (99)
- 08. Mai: Curtis Fuller, US-amerikanischer Jazzposaunist (86)
- 08. Mai: Scott Laningham, US-amerikanischer Jazzmusiker (61)
- 08. Mai: Elena Ostleitner, österreichische Musiksoziologin, Hochschullehrerin, Pianistin und Verlegerin (73)
- 09. Mai: Tomasz Zagórski, polnischer Opernsänger (58)
- 10. Mai: Vahur Afanasjev, estnischer Schriftsteller und Musiker (41)
- 10. Mai: Svante Thuresson, schwedischer Musiker (84)
- 12. Mai: Bob Koester, US-amerikanischer Musikproduzent (88)
- 13. Mai: Christian Dang-anh, deutscher Sänger und Gitarrist (45)
- 13. Mai: Norman Simmons, US-amerikanischer Jazzpianist (91)
- 13. Mai: William J. Tsamis, US-amerikanischer Musiker (60)
- 14. Mai: Sándor Balassa, ungarischer Komponist und Hochschullehrer (86)
- 14. Mai: Raimund Hoghe, deutscher Tänzer und Choreograf (72)
- 14. Mai: Hans Kennel, Schweizer Jazzmusiker (82)
- 14. Mai: Ester Mägi, estnische Komponistin (99)
- 15. Mai: Ralf Lindner, deutscher Musiker und Musikproduzent (50)
- 15. Mai: Đorđe Marjanović, jugoslawischer Sänger (89)
- 15. Mai: Mario Pavone, US-amerikanischer Bassist (80)
- 16. Mai: Frank Wright, kanadischer Jazzmusiker (92)
- 17. Mai: Paulo Gaio Lima, portugiesischer Cellist und Musikpädagoge (60)
- 17. Mai: Nicolas Ker, französischer Rocksänger (50)
- 17. Mai: Kathryn Moses, US-amerikanische Jazzmusikerin (77)
- 17. Mai: Brigitta Seidler-Winkler, deutsche Sopranistin und Gesangspädagogin (85)

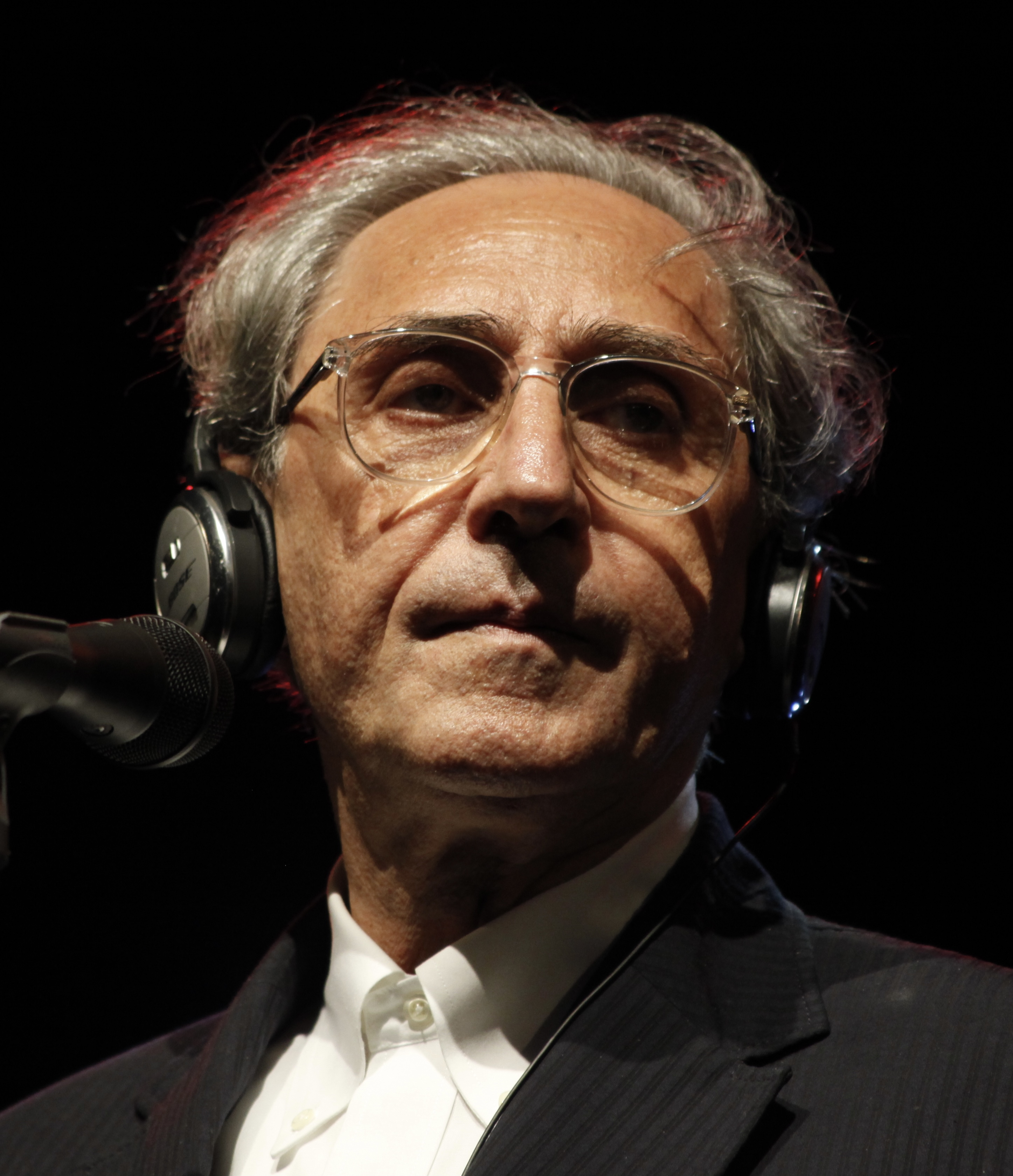
Franco Battiato; † 18. Mai

- 18. Mai: Franco Battiato, italienischer Liedermacher (76)
- 18. Mai: Jeff Chambers, US-amerikanischer Jazzmusiker (66)
- 18. Mai: Herbert Loskott, österreichischer Komponist (95)
- 18. Mai: Yoshi Wada, japanischer Künstler und Musiker (77)
- 19. Mai: Lori Burton, US-amerikanische Pop-Sängerin, Songwriterin und Musikproduzentin (80)
- 19. Mai: Alix Dobkin, US-amerikanische Folkloresängerin, Songwriterin, Biografin und feministische Aktivistin (80)
- 19. Mai: Martin Turnovský, tschechischer Dirigent (92)
- 20. Mai: Roger Hawkins, US-amerikanischer Schlagzeuger (75)
- 20. Mai: Jarg Pataki, Schweizer Opern- und Schauspielregisseur (58)
- 21. Mai: Juraj Hatrík, slowakischer Komponist (80)
- 21. Mai: Anna Vaughan, britische Choreografin, Regisseurin und Ballettmeisterin (80)
- 23. Mai: Cristóbal Halffter, spanischer Komponist und Dirigent (91)
- 23. Mai: James Harman, US-amerikanischer Bluesmusiker (74)
- 24. Mai: John Davis, US-amerikanischer Musiker (66)
- 24. Mai: Anna Halprin, US-amerikanische Tänzerin und Choreographin (100)
- 26. Mai: Kevin Alexander Clark, US-amerikanischer Schauspieler und Musiker (32)
- 27. Mai: Carla Fracci, italienische Balletttänzerin (84)
- 27. Mai: William Sydeman, US-amerikanischer Komponist (93)
- 29. Mai: B. J. Thomas, US-amerikanischer Sänger (78)
- 29. Mai: Johnny Trudell, US-amerikanischer Jazz- und Studiomusiker (82)
- 31. Mai: Peter Hollinger, deutscher Schlagzeuger und Klangkünstler (67)
- 31. Mai: Wally Kane, US-amerikanischer Jazz- und Studiomusiker (≈87)
- 31. Mai: Lil Loaded, US-amerikanischer Rapper (20)

### Juni
- 01. Juni: Robert Rutman, deutsch-amerikanischer bildender Künstler, Musiker und Komponist (90)
- 02. Juni: Karl Haidmayer, österreichischer Komponist und Musikwissenschaftler (94)
- 02. Juni: Martin Stoeck, deutscher Schlagzeuger (58)
- 03. Juni: Mabi Thobejane, südafrikanischer Schlagzeuger und Perkussionist (74)
- 04. Juni: Rómulo Lazarde, venezolanischer Gitarrist, Komponist und Musikpädagoge (80)
- 04. Juni: Manfred Miller, deutscher Musikjournalist und -produzent (78)
- 05. Juni: François Grillot, französischer Jazzmusiker (≈66)
- 10. Juni: Al Stanwyck, kanadischer Jazztrompeter (81)
- 11. Juni: Heribert Beissel, deutscher Dirigent (88)
- 11. Juni: Sven Groß, deutscher Metal-Sänger (44)
- 12. Juni: James Cohn, US-amerikanischer Komponist (93)
- 12. Juni: Alex Scorier, belgischer Jazzmusiker (90)

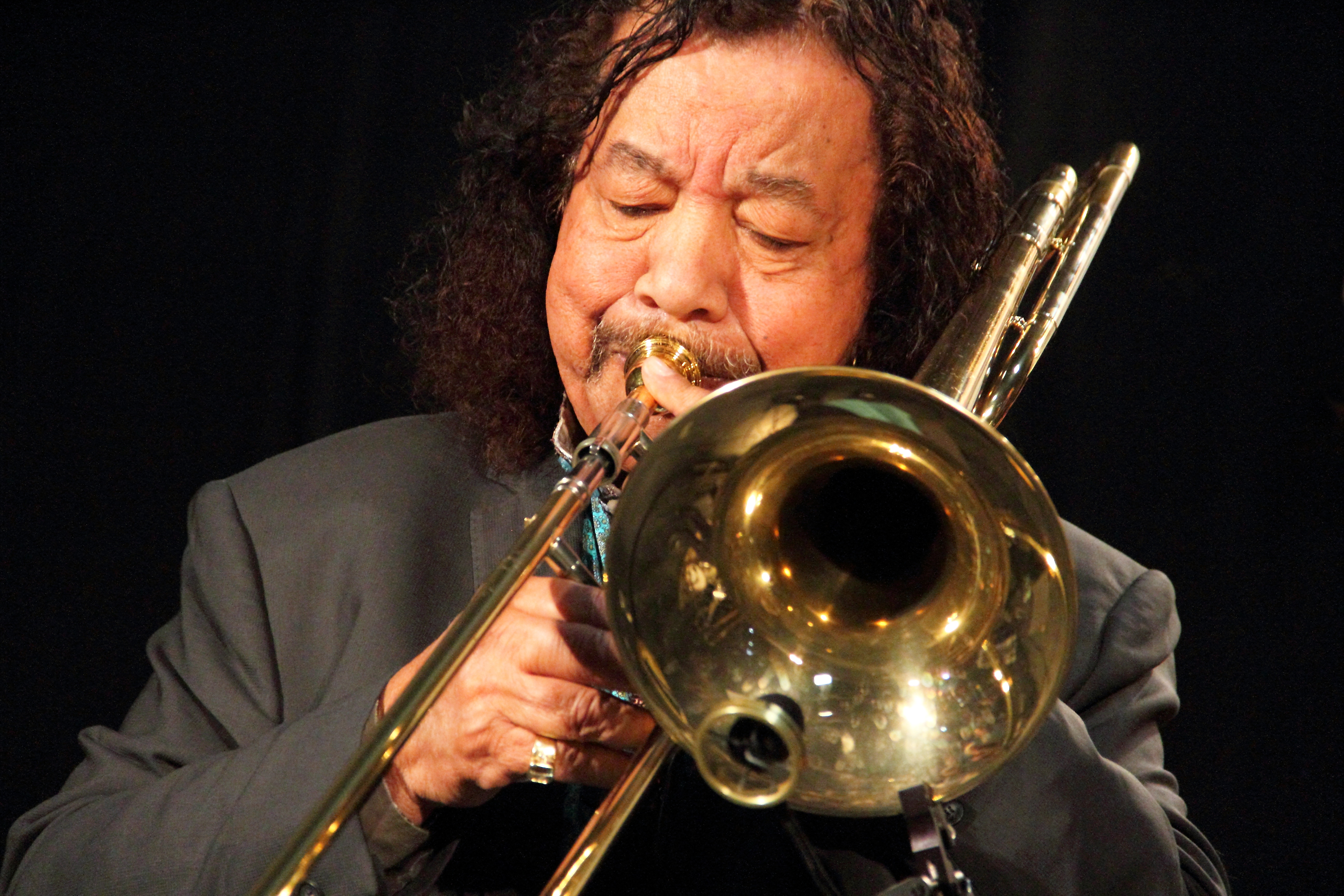
Raul de Souza; † 13. Juni

- 13. Juni: Raul de Souza, brasilianischer Jazzmusiker (86)
- 15. Juni: Gábor Winand, ungarischer Jazzmusiker (56)
- 16. Juni: Michael Champion, US-amerikanischer Schauspieler und Sänger (74)
- 17. Juni: Teddy Parker, deutscher Schlagersänger (83)
- 18. Juni: Pat Giraud, französischer Musiker (≈72)
- 20. Juni: Jeanne Lamon, kanadische Geigerin und Dirigentin (71)
- 20. Juni. Frank Preuss, kolumbianischer Geiger und Musikpädagoge deutscher Herkunft (90)
- 20. Juni: Christian Scheuber, deutscher Jazzmusiker (60)
- 21. Juni: Sheila Cooper, kanadische Jazzmusikerin (60)
- 21. Juni: Mamady Keïta, guineischer Musiker (70)
- 21. Juni: Nobuo Hara, japanischer Tenorsaxophonist (94)
- 21. Juni: Helmuth Reichel, Schweizer Musiker (95)
- 22. Juni: Hans Drewanz, deutscher Dirigent (92)
- 22. Juni: Mzilikazi Khumalo, südafrikanischer Komponist (89)
- 23. Juni: Wojciech Karolak, polnischer Jazzmusiker (82)
- 23. Juni: Ellen McIlwaine, US-amerikanische Singer-Songwriterin (75)
- 23. Juni: Peter Zinovieff, britischer Ingenieur und Komponist (88)
- 24. Juni: Daniel Junker, deutscher Gitarrist (?)
- 25. Juni: Smiley Divinzenz, südafrikanisch-österreichische Gospelsängerin (≈50)
- 25. Juni: Johannes Hömberg, deutscher Musiker (89)
- 25. Juni: Wes Madiko, kamerunischer Sänger (57)
- 25. Juni: Peter Müller, österreichischer Musikproduzent und Tontechniker (79)
- 26. Juni: Ernst August Eicker, deutscher Sänger und Chorleiter (87)
- 26. Juni: Jon Hassell, US-amerikanischer Trompeter (84)
- 26. Juni: Frederic Rzewski, US-amerikanischer Komponist (83)
- 26. Juni: Johnny Solinger, US-amerikanischer Sänger (55)
- 26. Juni: Hidefumi Toki, japanischer Jazzmusiker (71)
- 27. Juni: Peps Persson, schwedischer Blues- und Reggae-Musiker (74)
- 28. Juni: Burton Greene, US-amerikanischer Jazzpianist (84)
- 29. Juni: John Lawton, britischer Musiker (74)
- 30. Juni: Vic Briggs, britischer Musiker (76)

### Juli
- 01. Juli: Louis Andriessen, niederländischer Komponist (82)
- 01. Juli: Steve Kekana, südafrikanischer Sänger und Songwriter (62)
- 02. Juli: Elliot Lawrence, US-amerikanischer Komponist (96)
- 02. Juli: Benny Mustafa, indonesischer Jazzmusiker (81)

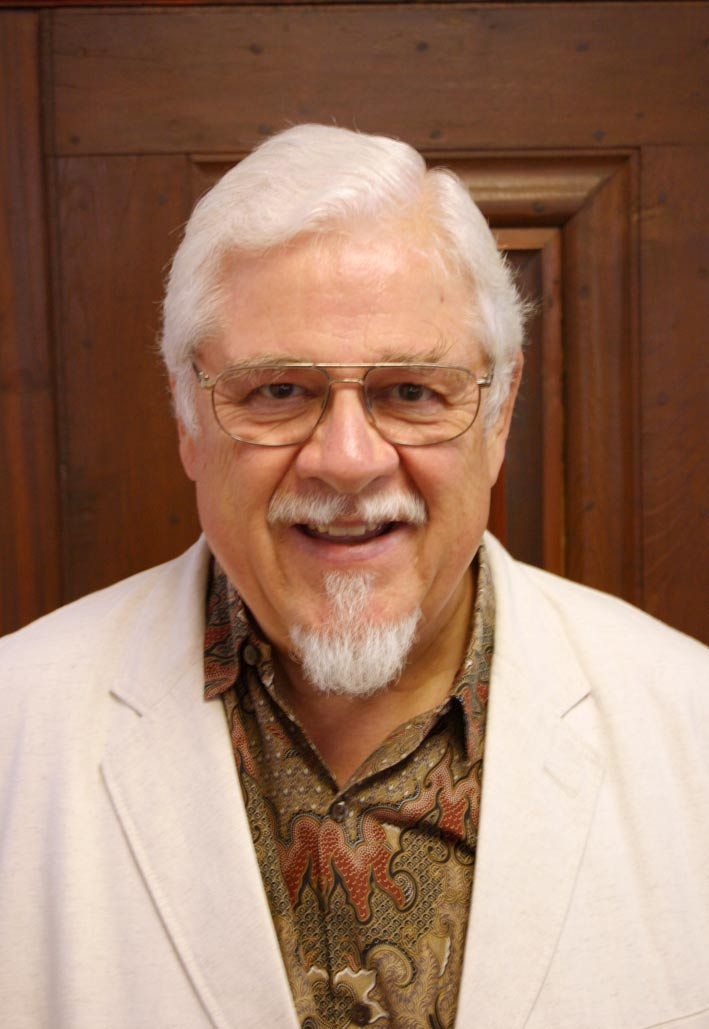
Bill Ramsey; † 2. Juli

- 02. Juli: Bill Ramsey, US-amerikanischer Jazz- und Schlagersänger, Journalist, Hörfunkmoderator und Schauspieler (90)
- 03. Juli: Everette DeVan, US-amerikanischer Jazzmusiker (71)
- 03. Juli: Antti Hytti, finnischer Jazzmusiker (68)
- 04. Juli: Sanford Clark, US-amerikanischer Rockabilly-Musiker (85)
- 04. Juli: Rick Laird, neuseeländischer Jazz-Bassist (80)
- 05. Juli: Raffaella Carrà, italienische Schauspielerin und Sängerin (78)
- 05. Juli: Richard Klein, deutscher Musikwissenschaftler (67)
- 06. Juli: Dschiwan Gasparjan, armenischer Instrumentalist und Komponist (92)
- 07. Juli: Angélique Ionatos, griechische Sängerin, Gitarristin und Komponistin (67)
- 07. Juli: Sam Reed, US-amerikanischer Jazz- und Rhythm-&-Blues-Musiker (85)
- 08. Juli: Sigune von Osten, deutsche Sopranistin (71)
- 10. Juli: Esther Bejarano, deutsche Holocaust-Überlebende, Antifaschistin und Sängerin (96)
- 11. Juli: Hans-Dieter Baum, deutscher Pianist, Dirigent und Hochschullehrer (84)
- 11. Juli: Juni Booth, US-amerikanischer Jazzmusiker (73)
- 11. Juli: Brigitte Richter, deutsche Musikwissenschaftlerin, Museumskuratorin und Autorin (85)
- 11. Juli: Joop Voorn, niederländischer Komponist und Musikpädagoge (88)
- 14. Juli: Jeff LaBar, US-amerikanischer Musiker (58)
- 15. Juli: Rudolph Angermüller, deutscher Musikwissenschaftler (80)
- 15. Juli: Pjotr Mamonow, sowjetischer Rockmusiker und Liedermacher (70)
- 16. Juli: Jack Fine, US-amerikanischer Jazzmusiker (92)

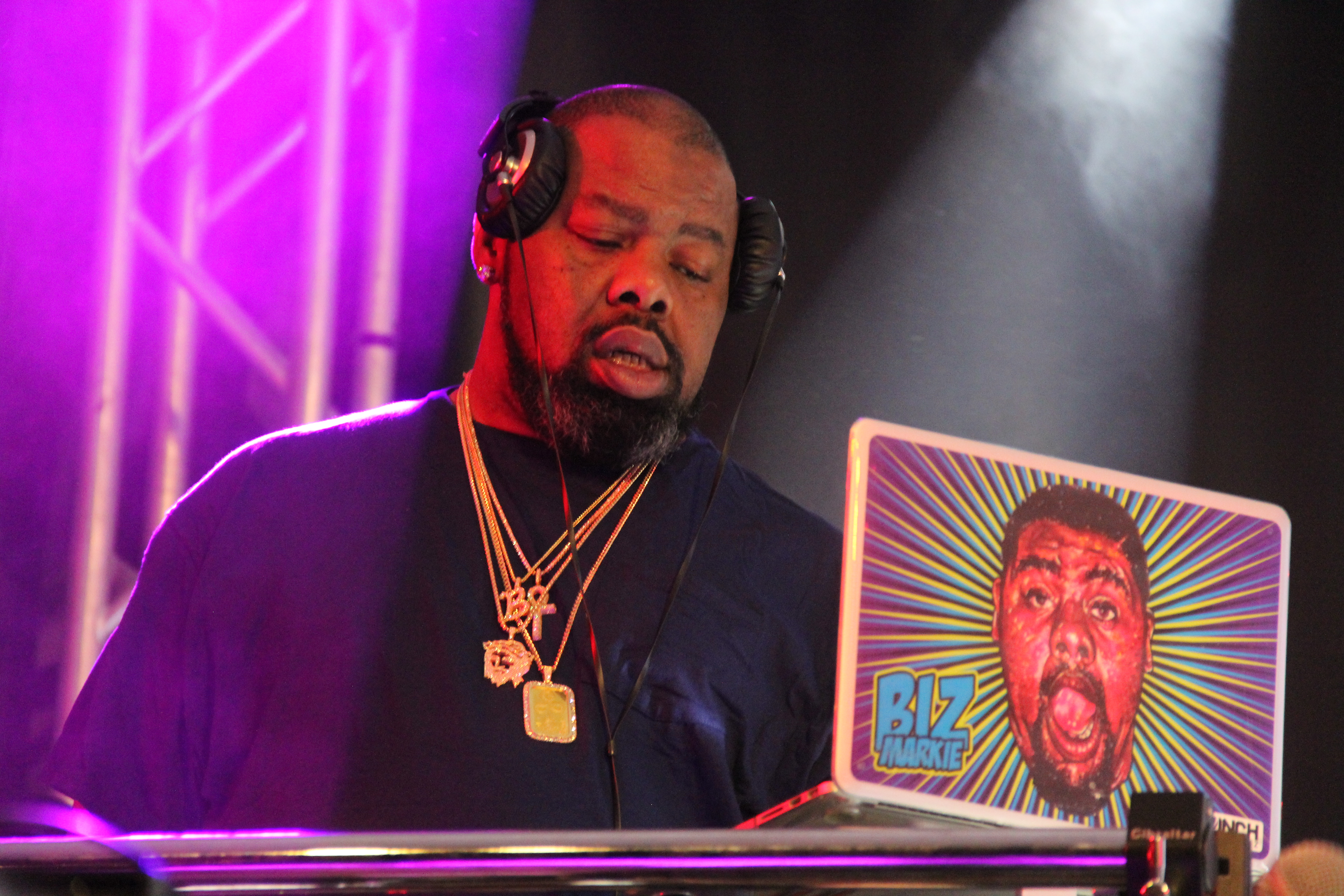
Biz Markie; † 16. Juli

- 16. Juli: Biz Markie, US-amerikanischer Rapper und DJ (57)
- 17. Juli: Dolores Claman, kanadische Komponistin (94)
- 17. Juli: Graham Vick, britischer Opernregisseur (67)
- 18. Juli: Jo Aichinger, österreichischer Musikkurator und Festivalveranstalter (66)
- 18. Juli: Klaus Göbel, deutscher Jazzmusiker (79)
- 19. Juli: Iván Noel, spanischer Filmregisseur und Komponist (52)
- 19. Juli: Helmut Zehetmair, österreichischer Musiker (86)
- 20. Juli: Inge Ginsberg, österreichisch-schweizerische Journalistin, Autorin und Sängerin (99)
- 20. Juli: Jerry Granelli, US-amerikanisch-kanadischer Jazz-Schlagzeuger (80)
- 20. Juli: Chuck E. Weiss, US-amerikanischer Songwriter (76)
- 22. Juli: Peter Rehberg, britisch-österreichischer Ambient- und Electronica-Musiker (53)
- 24. Juli: Jimmy Ellis, US-amerikanischer Jazzmusiker (90)
- 24. Juli: Andreas Hauff, österreichischer Schlagersänger (88)
- 25. Juli: Rolf Lukowsky, deutscher Komponist (95)
- 26. Juli: Joey Jordison, US-amerikanischer Schlagzeuger und Gitarrist (46)

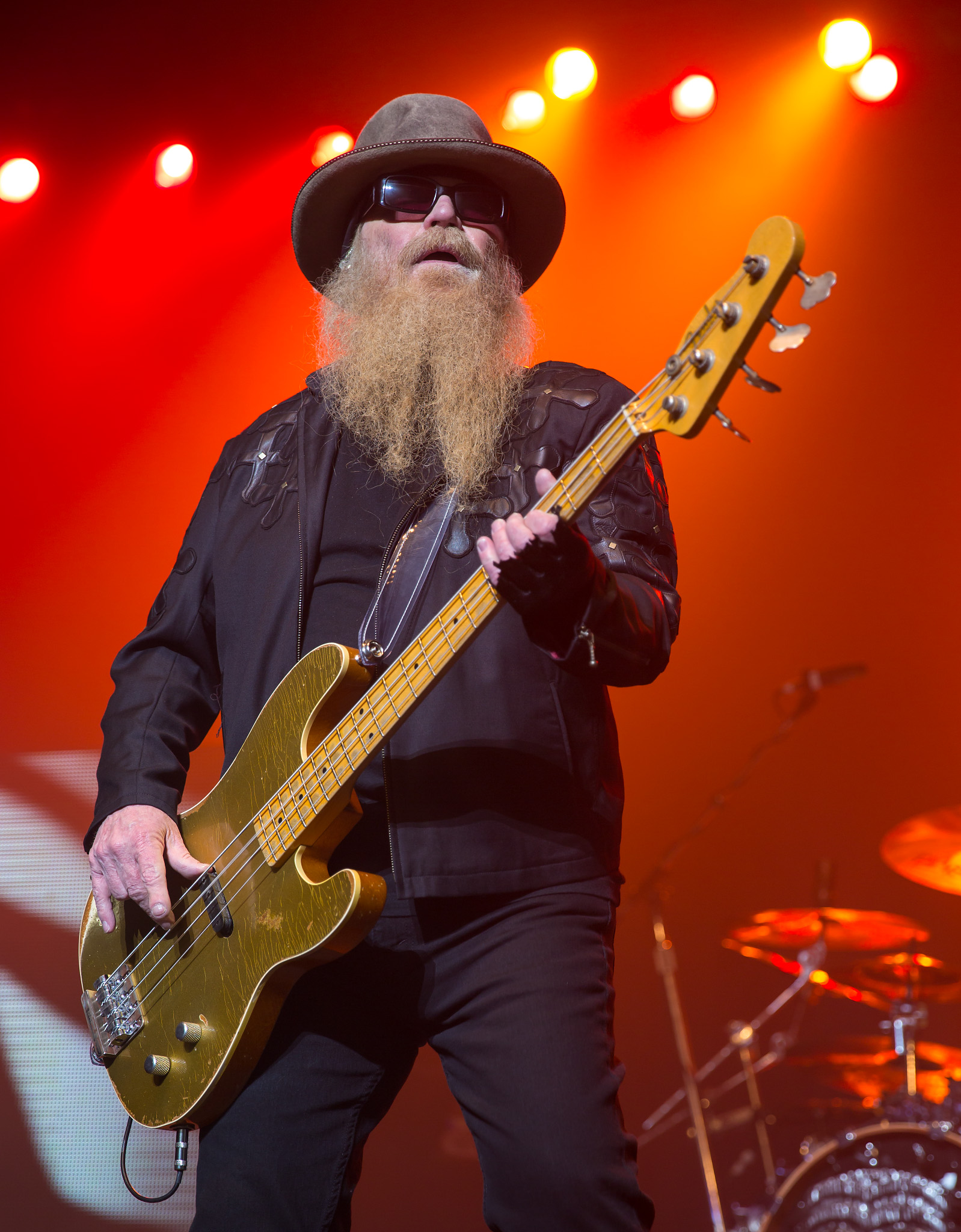
Dusty Hill; † 27. Juli

- 27. Juli: Dusty Hill, US-amerikanischer Rockmusiker (72)
- 27. Juli: Abbi Hübner, deutscher Jazztrompeter (88)
- 27. Juli: Vic Pitt, britischer Jazzmusiker (79)
- 27. Juli: Willie Winfield, US-amerikanischer Doo-Wop-Sänger (92)
- 28. Juli: Giuseppe Giacomini, italienischer Opernsänger (80)
- 28. Juli: Ruben Radica, jugoslawischer bzw. kroatischer Komponist und Hochschullehrer (90)
- 28. Juli: Johnny Ventura, dominikanischer Merengue-Sänger, Komponist und Politiker (81)
- 29. Juli: Joey Morant, US-amerikanischer Jazzmusiker (82)
- 29. Juli: Peter Svensson, österreichischer Opernsänger (57)
- 30. Juli: Jacob Desvarieux, französischer Sänger und Gitarrist (65)
- 31. Juli: Charles Connor, US-amerikanischer Schlagzeuger (86)
- 31. Juli: Paul Cotton, US-amerikanischer Musiker (78)
- 31. Juli: Jerzy Matuszkiewicz, polnischer Jazzmusiker (93)

### August
- 03. August: Kelli Hand, US-amerikanische Techno-Musikerin und DJ (56)
- 03. August: Bob Ringwald, US-amerikanischer Jazzmusiker (80)
- 04. August: Razzy Bailey, US-amerikanischer Country-Musiker (82)
- 04. August: David Lee, US-amerikanischer Jazz-Schlagzeuger (80)
- 06. August: Friedrich Körner, österreichischer Trompeter und Musikwissenschaftler (89)
- 06. August: Roland Temme, deutscher Musikmanager und Konzertveranstalter (67)
- 07. August: Dennis Thomas, US-amerikanischer Musiker (70)
- 09. August: Joey Ambrose, US-amerikanischer Saxophonist (87)
- 09. August: Peter Richter de Rangenier, österreichischer Dirigent und Komponist (91)
- 11. August: Mike Finnigan, US-amerikanischer Keyboarder und Sänger (76)
- 11. August: Gianluigi Gelmetti, italienischer Dirigent und Komponist (75)
- 11. August: Mac Rae, britischer Jazzmusiker (82)
- 12. August: Ronnell Bright, US-amerikanischer Jazzpianist (91)
- 12. August: Ulrich Kurth, deutscher Musikwissenschaftler, Musikredakteur und Jazzforscher (67)
- 13. August: Michael Evans, US-amerikanischer Schlagzeuger und Thereminspieler (63)
- 13. August: Nanci Griffith, US-amerikanische Country-Musikerin (68)
- 13. August: Vladimir Mendelssohn, rumänischer Bratschist und Komponist (71)
- 14. August: Piera Degli Esposti, italienische Schauspielerin und Opernregisseurin (83)
- 14. August: Igor Oistrach, sowjetischer bzw. ukrainischer Geiger (90)
- 14. August: R. Murray Schafer, kanadischer Komponist, Klangforscher und Autor (88)
- 16. August: Brian Buchanan, kanadischer Jazzmusiker (59)
- 19. August: Els Bolkestein, niederländische Opernsängerin und Gesangspädagogin (89)
- 20. August: Ian Carey, US-amerikanischer Musikproduzent (45)
- 20. August: Tom T. Hall, US-amerikanischer Country-Musiker (85)
- 20. August: Larry Harlow, US-amerikanischer Salsamusiker und Musikproduzent (82)
- 20. August: Peter Ind, britischer Jazzmusiker (93)
- 21. August: Tata Dindin, gambischer Musiker (56)
- 21. August: Don Everly, US-amerikanischer Sänger und Gitarrist (84)
- 22. August: Brian Travers, britischer Saxophonist (62)
- 23. August: Rosita Quintana, argentinisch-mexikanische Schauspielerin, Sängerin und Komponistin (96)
- 23. August: Eric Wagner, US-amerikanischer Metal-Sänger (62)
- 23. August: Olli Wisdom, britischer Musiker (63)
- 24. August: Fritz McIntyre, britischer Keyboarder (62)
- 24. August: John Sheridan, US-amerikanischer Musiker (75)

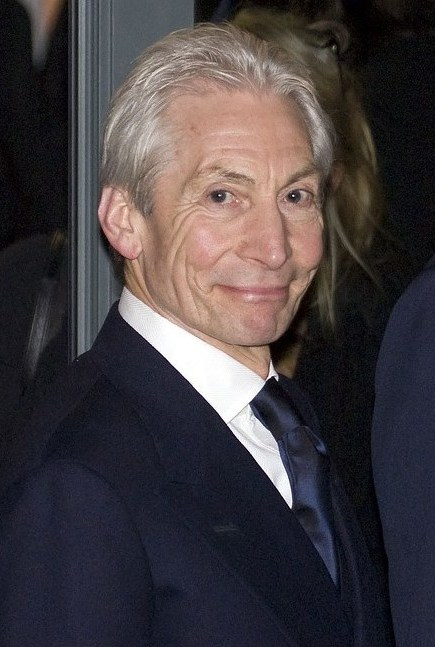
Charlie Watts; † 24. August

- 24. August: Charlie Watts, britischer Schlagzeuger (80)
- 25. August: Mario Gareña, kolumbianischer Komponist und Sänger (88)
- 26. August: Barbara Moore, britische Pop- und Jazzmusikerin (89)
- 27. August: Siegfried Matthus, deutscher Komponist (87)
- 28. August: Mathias Kahle, deutscher Musiker
- 28. August: Teresa Żylis-Gara, polnische Opernsängerin (91)
- 29. August: Ron Bushy, US-amerikanischer Schlagzeuger (79)
- 29. August: Jemeel Moondoc, US-amerikanischer Jazzmusiker (75)

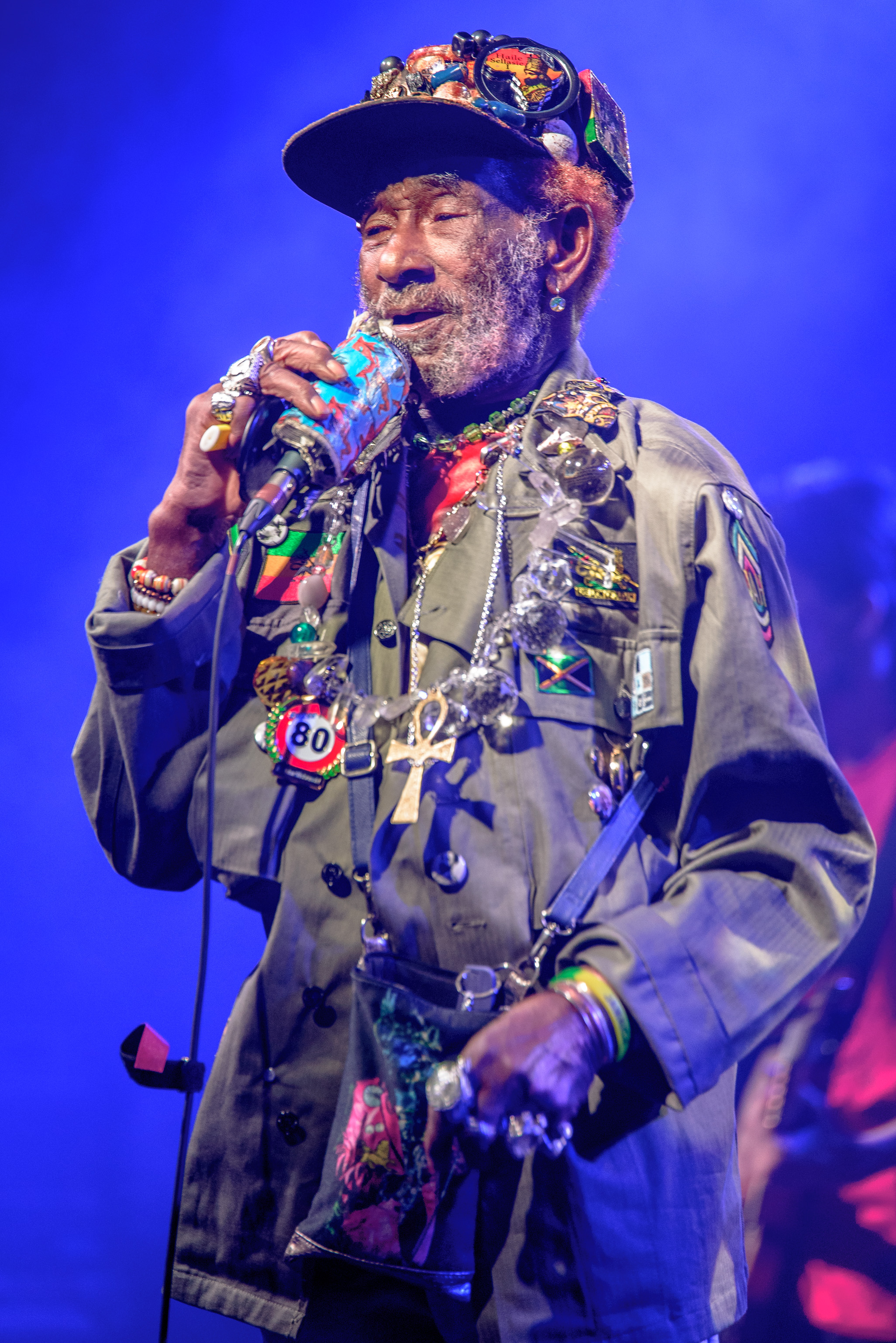
Lee „Scratch“ Perry; † 29. August

- 29. August: Lee „Scratch“ Perry, jamaikanischer Musiker (85)
- 30. August: Maggie Mae, deutsche Schlagersängerin (61)
- 00. August: Armand Ferland, kanadischer Militärmusiker, Klarinettist, Dirigent und Musikpädagoge (95)

### September
- 01. September: Adalberto Álvarez, kubanischer Pianist und Arrangeur (72)
- 01. September: Sebastian Hess, deutscher Cellist (50)
- 02. September: Michel Corboz, Schweizer Dirigent und Komponist (87)
- 02. September: Mikis Theodorakis, griechischer Komponist, Schriftsteller und Politiker (96)
- 03. September: Bernadetta Matuszczak, polnische Komponistin (90)
- 03. September: Ruth Olay, US-amerikanische Jazzsängerin (97)
- 04. September: Gerhard Erber, deutscher Pianist (86)
- 04. September: Konrad Wagner, deutscher Kirchenmusiker und Chorleiter (91)

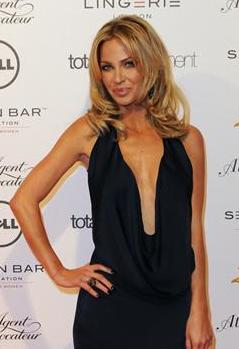
Sarah Harding; † 5. September

- 05. September: Sarah Harding, britische Sängerin, Tänzerin und Model (39)
- 05. September: Rickie Lee Reynolds, US-amerikanischer Gitarrist (72)
- 07. September: Blaženka Milić, jugoslawische Opernsängerin (82)
- 07. September: Phil Schaap, US-amerikanischer Hörfunkmoderator, Musikhistoriker und Produzent (70)
- 08. September: Wladimir Pantchev, bulgarisch-österreichischer Komponist (73)
- 08. September: Nisse Sandström, schwedischer Jazzmusiker (79)
- 09. September: Tino Contreras, mexikanischer Jazzmusiker (97)
- 09. September: Jean-Paul Jeannotte, kanadischer Sänger und Musikpädagoge (95)
- 09. September: Eugen Römer, deutscher Komponist und Produzent (77)
- 10. September: Michael Chapman, britischer Gitarrist und Sänger (80)
- 11. September: Ruth Cameron, US-amerikanische Jazzsängerin und Musikproduzentin (74)
- 11. September: María Mendiola, spanische Sängerin (69)
- 11. September: Gloria Warren, US-amerikanische Schauspielerin und Sängerin (95)
- 13. September: Eliot Wadopian, US-amerikanischer Kontrabassist (63)
- 13. September: George Wein, US-amerikanischer Impresario und Jazzpianist (95)
- 15. September: Norman Bailey, britisch-US-amerikanischer Opernsänger (88)
- 15. September: Ken Salvo, US-amerikanischer Jazzmusiker (74)
- 15. September: Franz Trojan, deutscher Musiker (64)
- 16. September: Geir Johnson, norwegischer Musiker und Autor (68)
- 16. September: George Mraz, tschechoslowakisch-US-amerikanischer Jazzmusiker (77)
- 16. September: Jane Powell, US-amerikanische Schauspielerin und Sängerin (92)
- 17. September: Dottie Dodgion, US-amerikanische Jazzmusikerin (91)
- 19. September: Sylvano Bussotti, italienischer Komponist (89)
- 20. September: Colin Bailey, US-amerikanischer Jazz-Schlagzeuger (87)
- 20. September: Sarah Dash, US-amerikanische Soulsängerin (76)
- 20. September: Claude Lombard, belgische Sängerin (76)
- 21. September: Richard H. Kirk, britischer Musiker (65)
- 21. September: Melvin Van Peebles, US-amerikanischer Schauspieler, Regisseur, Drehbuchautor, Schriftsteller und Musiker (89)
- 22. September: Bob Moore, US-amerikanischer Country-Musiker (88)
- 23. September: Pee Wee Ellis, US-amerikanischer Saxophonist (80)
- 23. September: Roberto Roena, puerto-ricanischer Salsamusiker und Perkussionist (83)
- 23. September: Sue Thompson, US-amerikanische Sängerin (96)
- 25. September: York von Prittwitz und Gaffron, deutscher Musikveranstalter und Labelchef (84)
- 26. September: Adil Bəbirov, aserbaidschanischer Komponist, Musikpädagoge und Toningenieur (87)
- 26. September: Srđan Hofman, serbischer Komponist (76)

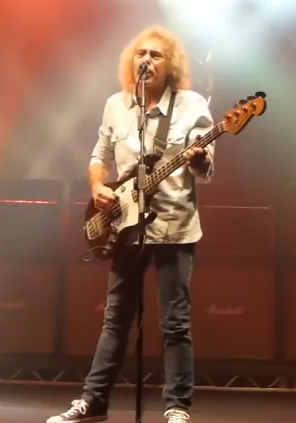
Alan Lancaster; † 26. September

- 26. September: Alan Lancaster, britischer Rockmusiker (72)
- 26. September: Karl Hermann Vigl, Südtiroler Chorleiter, Kapellmeister und Komponist (82)
- 28. September: Karan Armstrong, US-amerikanische Opernsängerin (79)

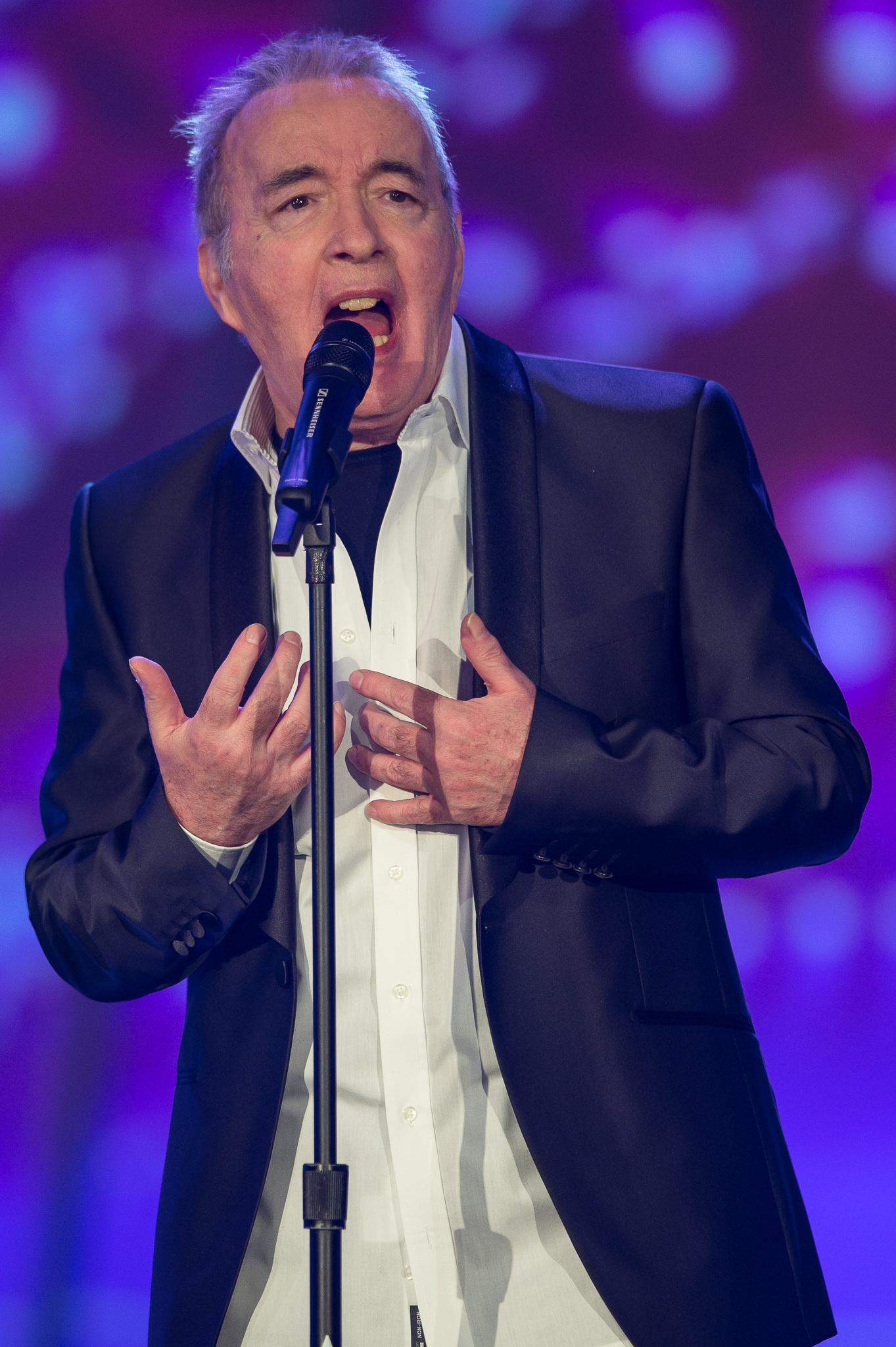
Barry Ryan; † 28. September

- 28. September: Barry Ryan, britischer Popsänger (72)
- 28. September: Dr. Lonnie Smith, US-amerikanischer Jazz-Organist (79)
- 28. September: Maciej Strzelczyk, polnischer Jazzmusiker (62)
- 29. September: Hayko, armenischer Sänger (48)
- 29. September: Bronius Kutavičius, litauischer Komponist (89)
- 29. September: Mike Renzi, US-amerikanischer Jazzmusiker (80)
- 30. September: Lennart Åberg, schwedischer Jazzmusiker (79)
- 30. September: Carlisle Floyd, US-amerikanischer Komponist (95)
- 30. September: Kōichi Sugiyama, japanischer Komponist, Dirigent und Orchestrator (90)

### Oktober
- 01. Oktober: Raymond Gniewek, US-amerikanischer Geiger (89)
- 02. Oktober: John Rossall, britischer Musiker (75)
- 02. Oktober: Sebastião Tapajós, britischer Gitarrist und Komponist (78)
- 02. Oktober: Friedrich-Wilhelm Tebbe, deutscher Chorleiter und Dirigent (76)
- 03. Oktober: Jim Widner, US-amerikanischer Jazzmusiker und Musikpädagoge (75)
- 05. Oktober: Pat Fish, britischer Musiker (63)
- 05. Oktober: Lloyd McNeill, US-amerikanischer Jazzflötist und bildender Künstler (86)
- 05. Oktober: Manfred Hermann Schmid, deutscher Musikwissenschaftler (74)
- 05. Oktober: Konrad Philipp Schuba, deutscher Organist (92)
- 06. Oktober: James Tatum, US-amerikanischer Jazzpianist (90)
- 09. Oktober: Claude Mouton, französischer Jazz- und Manouche-Musiker (66)
- 10. Oktober: Luis de Pablo, spanischer Komponist und Musikpädagoge (91)
- 11. Oktober: Lukas David, österreichischer Violinist (87)
- 12. Oktober: Margarete Jehn, deutsche Schriftstellerin und Liedermacherin (86)
- 12. Oktober: René Langel, Schweizer Festivalgründer, Journalist, Jazzkritiker und Essayist (≈97)
- 12. Oktober: Paddy Moloney, irischer Musiker (83)
- 12. Oktober: George Balch Wilson, US-amerikanischer Komponist und Musikpädagoge (94)
- 13. Oktober: Andrea Haugen, deutsch-norwegische Musikerin und Autorin (52)
- 13. Oktober: Gerd Schönfeld, deutscher Schriftsteller und Kirchenmusiker (73)
- 14. Oktober: Guido Minicus, Schweizer Musiker (92)
- 15. Oktober: Willie Garnett, britischer Blues- und Jazzmusiker (85)
- 15. Oktober: Rudolf Schneider, deutscher Kontrabassist und -sänger (87)
- 16. Oktober: Alan Hawkshaw, britischer Musiker und Komponist (84)
- 16. Oktober: Ronnie Tutt, US-amerikanischer Schlagzeuger (83)
- 17. Oktober: Horst-Dieter Bolz, deutscher Trompeter und Musikpädagoge (85)
- 17. Oktober: Eleonore von Trapp, österreichisch-US-amerikanische Sängerin (90)
- 18. Oktober: Franco Cerri, italienischer Jazzgitarrist (95)
- 18. Oktober: Edita Gruberová, slowakische Opernsängerin (74)
- 19. Oktober: Leslie Bricusse, britischer Komponist und Liedtexter (90)
- 19. Oktober: Hanuš Domanský, slowakischer Komponist (77)
- 20. Oktober: Durul Gence, türkischer Jazzmusiker (81)
- 20. Oktober: Hans Haselböck, österreichischer Organist und Komponist (93)
- 21. Oktober: Einár, schwedischer Rapper (19)
- 21. Oktober: Hartmut Geerken, deutscher Musiker, Schriftsteller, Komponist, Publizist, Hörspielautor und Filmemacher (82)

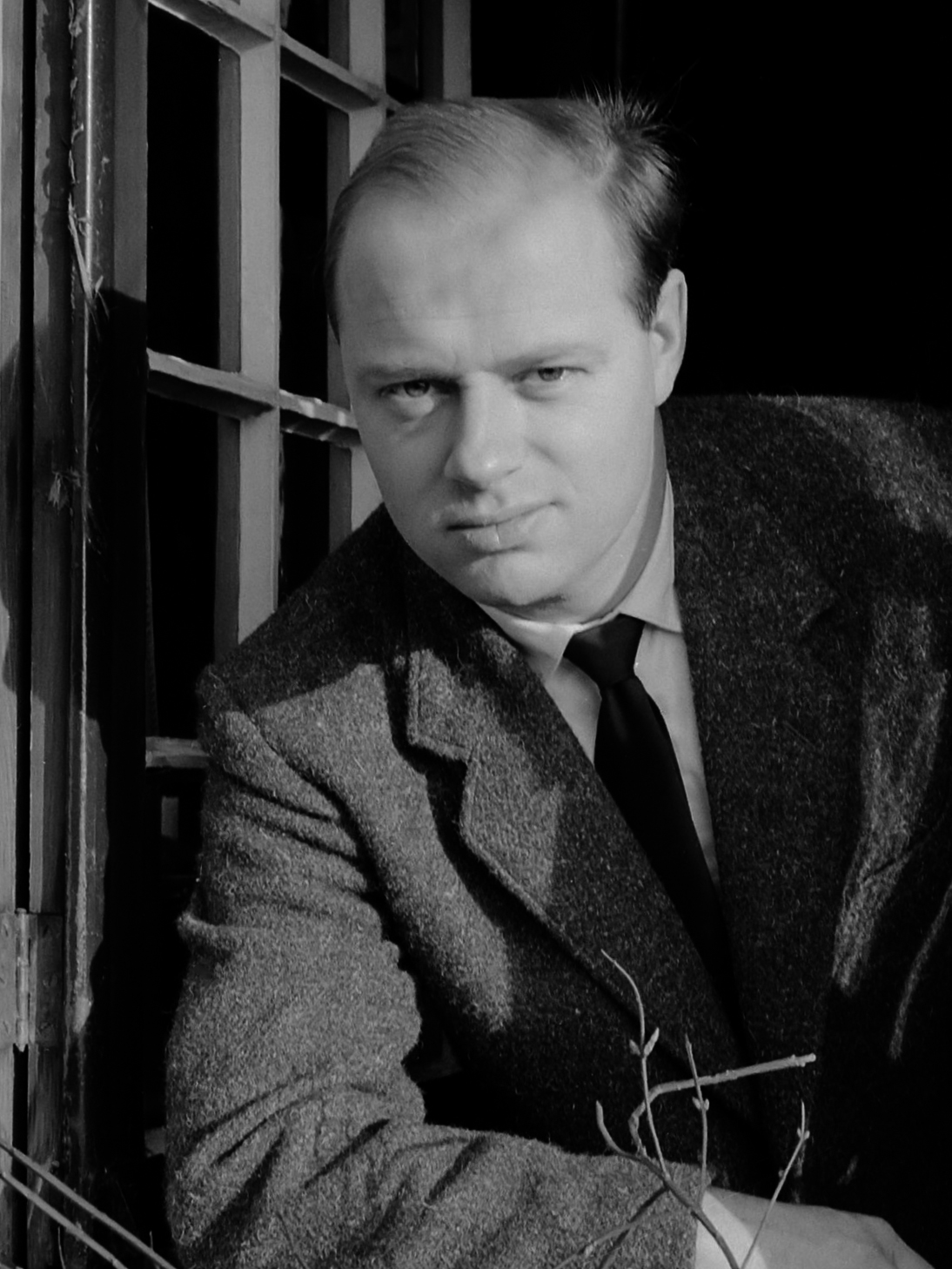
Bernard Haitink; † 21. Oktober

- 21. Oktober: Bernard Haitink, niederländischer Dirigent (92)
- 22. Oktober: Jay Black, US-amerikanischer Sänger (82)

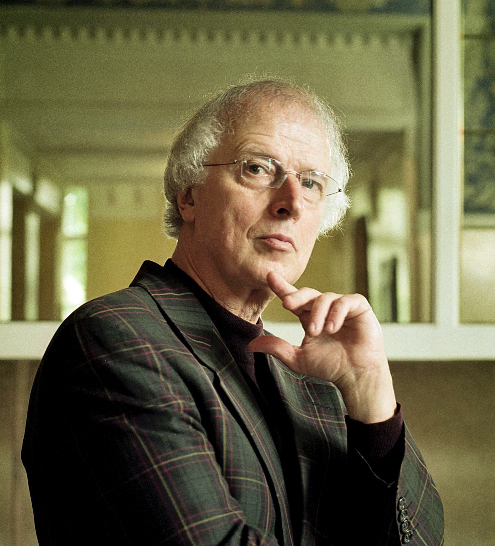
Udo Zimmermann; † 22. Oktober

- 22. Oktober: Udo Zimmermann, deutscher Komponist, Dirigent und Intendant (78)
- 23. Oktober: Massimo Pradella, italienischer Dirigent (96)
- 23. Oktober: Dominic Spera, US-amerikanischer Jazztrompeter (89)
- 24. Oktober: Willie Cobbs, US-amerikanischer Blues-Sänger und Mundharmonikaspieler (89)
- 24. Oktober: Kaya Han, südkoreanische Pianistin (63)
- 24. Oktober: Matthias Kießling, deutscher Musiker (65)
- 25. Oktober: Ramona Rocks, deutsche Synchronsprecherin, Schauspielerin, Sängerin, Model und Comedian (42)
- 26. Oktober: Rose Lee Maphis, US-amerikanischer Country-Musikerin (98)
- 27. Oktober: Letieres Leite, brasilianischer Komponist und Bandleader (61)
- 27. Oktober: Wakefield Poole, US-amerikanischer Tänzer und Filmregisseur (85)
- 28. Oktober: David Johnson, US-amerikanischer Komponist und Performer (81)
- 29. Oktober: Puneeth Rajkumar, indischer Schauspieler und Sänger (46)

### November
- 01. November: Emmett Chapman, US-amerikanischer Gitarrist und Instrumentenbauer (85)
- 01. November: Nelson Freire, brasilianischer Pianist (77)
- 01. November: Pat Martino, US-amerikanischer Jazzmusiker (77)
- 01. November: Alvin „Seeco“ Patterson, kubanisch-jamaikanischer Perkussionist (90)
- 01. November: Mike Pointon, britischer Jazzposaunist (80)
- 02. November: Sabah Fakhri, syrischer Sänger (88)
- 02. November: Ronnie Wilson, US-amerikanischer Musiker (73)
- 03. November: Joanna Bruzdowicz, polnische Komponistin (78)
- 04. November: Mario Lavista, mexikanischer Komponist (78)
- 04. November: Tom Ruhstorfer, deutscher Musiker (≈69)
- 05. November: Charles Brackeen, US-amerikanischer Jazzmusiker (81)
- 06. November: Andrew Barker, britischer Keyboarder und Bassist (53)
- 06. November: Hubert Degex, französischer Pianist (92)
- 06. November: Terence „Astro“ Wilson, britischer Reggaemusiker (64)
- 07. November: Christian Gauffre, französischer Musikjournalist (70)
- 07. November: Béla Kovács, ungarischer Klarinettist und Komponist (84)
- 08. November: Hans-Walter Berg, deutscher Musikwissenschaftler und Musikpädagoge (89)
- 08. November: Margo Guryan, US-amerikanische Singer-Songwriterin (84)
- 08. November: Franck Olivier, belgischer Schlagersänger (73)
- 09. November: John Kinsella, irischer Komponist (89)
- 10. November: Maria Croonen, deutsche Opernsängerin (96)
- 10. November: John Goodsall, britischer Musiker und Gitarrist (68)
- 10. November: Miroslav Žbirka, slowakischer Popsänger und Komponist (69)
- 11. November: Graeme Edge, britischer Schlagzeuger und Perkussionist (80)
- 11. November: Aga Mikolaj, polnische Opernsängerin (50)
- 11. November: Klaus Schneider, deutscher Jazzmusiker, Musikredakteur und Musikpädagoge (85)
- 13. November: Jim Knapp, US-amerikanischer Jazztrompeter und Arrangeur (82)
- 13. November: Philip Margo, US-amerikanischer Sänger (79)
- 15. November: Peter P. Pachl, deutscher Musikwissenschaftler, Regisseur, Autor und Publizist (68)
- 16. November: George Devens, US-amerikanischer Jazz- und Studiomusiker (90)
- 16. November: Jean Micault, französischer Pianist und Musikpädagoge (96)
- 17. November: Bernie Conrads, deutscher Musiker (71)
- 17. November: Young Dolph, US-amerikanischer Rapper (36)
- 17. November: Dave Frishberg, US-amerikanischer Journalist, Jazzpianist und Sänger (88)
- 17. November: Theuns Jordaan, südafrikanischer Sänger, Komponist und Gitarrist (50)
- 17. November: Klaus Wüsthoff, deutscher Komponist (99)
- 18. November: Daphne Evangelatos, griechische Opernsängerin (75)
- 18. November: Slide Hampton, US-amerikanischer Jazzmusiker (89)
- 18. November: Günter Neubert, deutscher Komponist und Tonmeister (85)
- 18. November: Ack van Rooyen, niederländischer Jazz-Trompeter (91)
- 18. November: Benone Sinulescu, rumänischer Sänger (84)

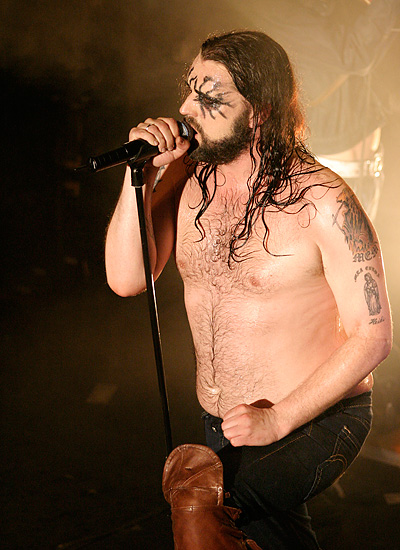
Hank von Helvete; † 19. November

- 19. November: Hank von Helvete, norwegischer Sänger und Schauspieler (49)
- 20. November: Burgess Gardner, US-amerikanischer Jazztrompeter (85)

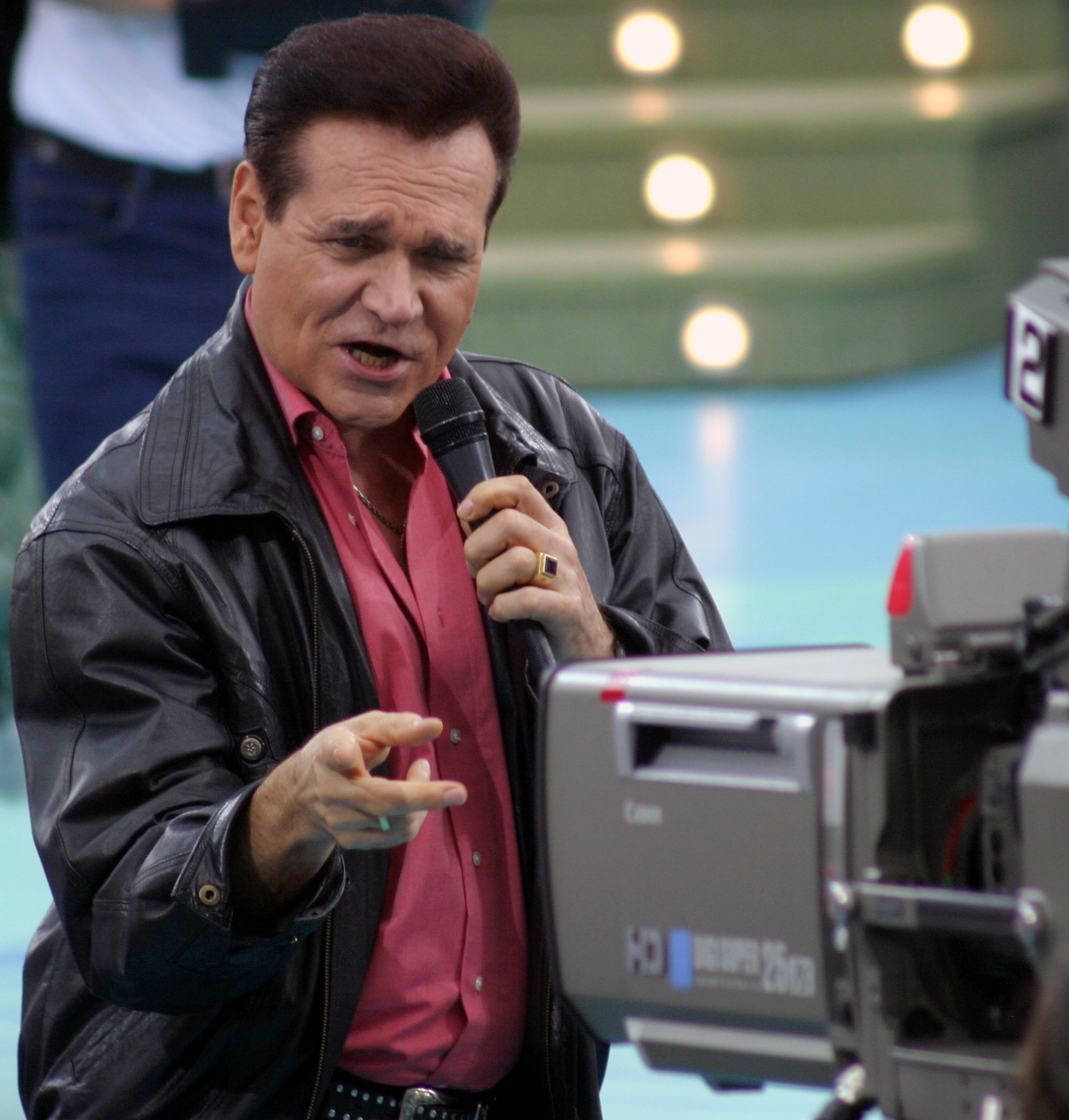
Ted Herold; † 20. November

- 20. November: Ted Herold, deutscher Sänger und Schauspieler (79)
- 20. November: Billy Hinsche, US-amerikanischer Musiker (70)
- 21. November: Yul Anderson, US-amerikanischer Musiker (63)
- 21. November: Hans Kraemmer, österreichischer Opernsänger und Schauspieler (88)
- 21. November: Paulos Raptis, polnischer Opernsänger (88)
- 21. November: Jef Sicard, französischer Jazzmusiker (77)
- 22. November: Horst Chmela, österreichischer Liedermacher (82)
- 22. November: Volker Lechtenbrink, deutscher Schauspieler, Sänger und Synchronsprecher (77)
- 22. November: Paolo Pietrangeli, italienischer Filmregisseur und Liedermacher (76)
- 22. November: Evelinde Trenkner, deutsche Pianistin (88)
- 22. November: Wolfgang Uebel, deutscher Geigenbaumeister (89)
- 23. November: Ben Elkins, US-amerikanischer Jazzmusiker (81)
- 24. November: Mārtiņš Brauns, lettischer Komponist (70)
- 24. November: Jürg Jecklin, Schweizer Tontechniker (83)
- 26. November: Joshard Daus, deutscher Chorleiter und Dirigent (≈74)
- 26. November: Makoto Hirahara, japanische Jazz-Saxophonist (69)
- 26. November: Renald Richard, US-amerikanischer Jazz- und Rhythm-&-Blues-Musiker (96)

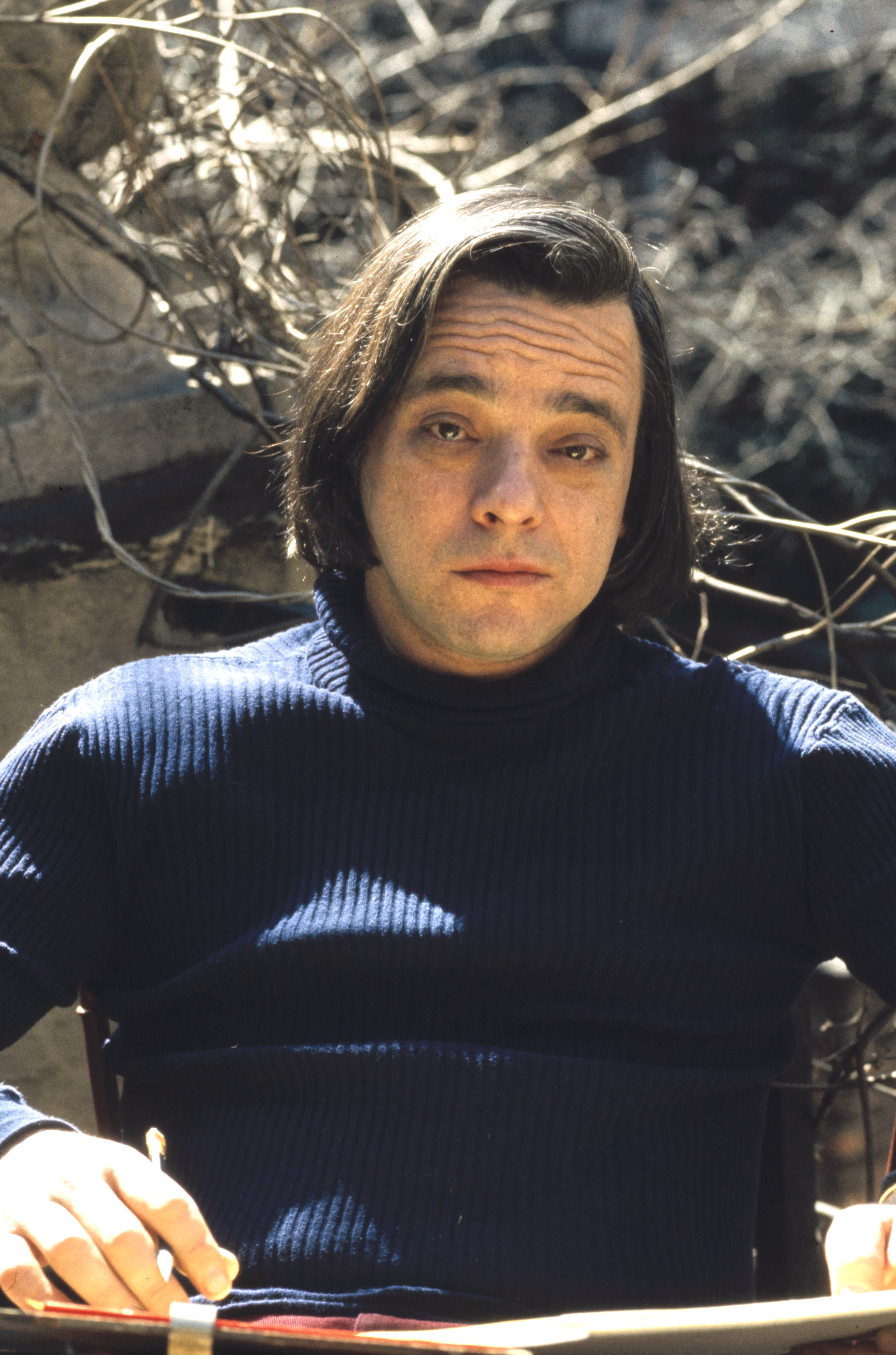
Stephen Sondheim; † 26. November

- 26. November: Stephen Sondheim, US-amerikanischer Musicalkomponist (91)
- 28. November: Laila Halme, finnische Sängerin (87)
- 28. November: Andrei Hoteev, russischer Pianist (74)
- 29. November: Ludwig „Lucky“ Ladstätter, österreichischer Sänger und Musiker (67)
- 29. November: Ayako Shirasaki, japanische Jazzmusikerin (52)
- 30. November: Marjorie Tallchief, US-amerikanische Ballerina (95)
- 00. November: Tony Williams, britischer Musikproduzent (80)

### Dezember
- 01. Dezember: Renate Jüttner, deutsche Malerin, Grafikerin und Pianistin (86)
- 01. Dezember: Alvin Lucier, US-amerikanischer Komponist und Klangkünstler (90)
- 01. Dezember: Rudolf Pohl, deutscher Prälat und Kirchenmusiker (97)
- 02. Dezember: Michael Laucke, kanadischer Gitarrist (74)
- 02. Dezember: Ludger Mai, deutscher Organist (80)
- 03. Dezember: Yvonne Luisi-Weichsel, österreichische Blockflötistin und Hochschullehrerin (64)
- 04. Dezember: Stonewall Jackson, US-amerikanischer Country-Musiker (89)
- 04. Dezember: Alois Kottmann, deutscher Violinist (92)
- 05. Dezember: Keith Herrmann, US-amerikanischer Musiker, Komponist und Dirigent (69)
- 05. Dezember: John Miles, britischer Musiker und Komponist (72)
- 06. Dezember: János Kóbor, ungarischer Rockmusiker (78)
- 07. Dezember: Marcela Machotková, tschechoslowakische Opernsängerin (90)
- 08. Dezember: Barry Harris, US-amerikanischer Jazz-Pianist
- 08. Dezember: John Heard, US-amerikanischer Jazzmusiker und Bildhauer (83)
- 08. Dezember: Robbie Shakespeare, jamaikanischer Musiker (68)
- 08. Dezember: Slim 400, US-amerikanischer Rapper (33)
- 08. Dezember: Ralph Tavares, US-amerikanischer Sänger (79)
- 09. Dezember: Steve Bronski, britischer Singer-Songwriter und Keyboarder (61)
- 09. Dezember: Garth Dennis, jamaikanischer Reggaemusiker (72)
- 09. Dezember: Paquito Guzmán, puerto-ricanischer Salsamusiker (82)
- 09. Dezember: Gus Mancuso, US-amerikanischer Jazzmusiker (88)
- 10. Dezember: Thomas „Mensi“ Mensforth, britischer Sänger (65)
- 10. Dezember: Michael Nesmith, US-amerikanischer Musiker, Schauspieler und Autor (78)
- 11. Dezember: Monarco, brasilianischer Samba-Musiker (88)
- 12. Dezember: Vicente Fernández, mexikanischer Sänger (81)
- 12. Dezember: Emil Ramsauer, Schweizer Musiker (103)
- 13. Dezember: Joe Simon, US-amerikanischer Sänger (85)
- 14. Dezember: Lothar Kehr, deutscher Komponist (79)
- 14. Dezember: Hermann Kreutz, deutscher Kirchenmusiker (90)
- 14. Dezember: Sonny Rhodes, US-amerikanischer Bluesmusiker und -sänger (81)
- 14. Dezember: Karl Heinz Wahren, deutscher Komponist und Pianist (88)
- 15. Dezember: Francisco Kröpfl, argentinischer Komponist (90)
- 15. Dezember: Wanda Young, US-amerikanische Sängerin (78)
- 16. Dezember: Leonard „Hub“ Hubbard, US-amerikanischer Bassist (62)
- 16. Dezember: Walter Lang, deutscher Pianist (60)
- 16. Dezember: Terry Uttley, britischer Bassist (70)
- 17. Dezember: Don Palmer, kanadischer Jazzmusiker (82)
- 17. Dezember: Bruno Szordikowski, deutscher Gitarrist, Herausgeber und Instrumentalpädagoge (77)
- 19. Dezember: Hakim Jami, US-amerikanischer Jazzmusiker (≈80)
- 19. Dezember: Carlos Marín, spanischer Sänger (53)
- 20. Dezember: Luboš Andršt, tschechischer Blues- und Jazzmusiker (73)
- 21. Dezember: George Alexander Albrecht, deutscher Dirigent und Komponist (86)
- 21. Dezember: Anthony Williams, trinidadischer Erfinder und Musiker (90)
- 22. Dezember: Jürg Wyttenbach, Schweizer Komponist, Dirigent und Pianist (86)
- 23. Dezember: Peter Ludewig, deutscher Musiker (80)
- 24. Dezember: J. D. Crowe, US-amerikanischer Banjospieler (84)
- 24. Dezember: Gwendolyn Killebrew, US-amerikanische Opernsängerin (80)
- 24. Dezember: Oscar López Ruiz, argentinischer Gitarrist und Komponist (83)
- 25. Dezember: Ludwig Prautzsch, deutscher Kirchenmusiker (95)
- 27. Dezember: Bruce Bromberg, US-amerikanischer Musikproduzent und Songwriter (80)
- 27. Dezember: Sandra Jaffe, US-amerikanische Musikveranstalterin (83)
- 28. Dezember: Gaston Arel, kanadischer Organist und Musikpädagoge (93)
- 28. Dezember: Conny Conrad, deutscher Musiker (63)
- 28. Dezember: Fatima Kuinova, tadschikisch-US-amerikanische Shashmakom-Sängerin (95)
- 30. Dezember: Horst Dittmann, deutscher Tänzer (78)
- 30. Dezember: Gottfried Michael Koenig, deutscher Komponist (95)
- 30. Dezember: Rohn Lawrence, US-amerikanischer Jazzgitarrist (≈61)
- 31. Dezember: Juraj Filas, slowakischer Komponist (66)
- 31. Dezember: Iwan Mosgowenko, russischer Klarinettist und Musikpädagoge (97)

### Genaues Todesdatum unbekannt
- Boris Bakow, rumänischer Opernsänger (≈78)
- Rut Bischler, Schweizer Cellistin und Malerin (83)
- Kim Byong-hwa, nordkoreanischer Dirigent (≈84)
- Patrick Juvet, Schweizer Sänger, Pianist und Songschreiber (70)
- Karl Nemeczek, deutscher Trompeter und Musikpädagoge (≈71)
- Kenny Rupp, US-amerikanischer Posaunist (≈80)
- Ottmar-Wolfram Vogel, deutscher Fagottist und Komponist (≈76)